# Hagia Sofia (Trabzon)
Hagia Sofia (řecky Αγία Σοφία, tj. Svatá Moudrost; turecky Ayasofya) je bývalý řecký pravoslavný kostel, který byl v roce 1584 přeměněn na mešitu. Nachází se v Trabzonu v severovýchodním Turecku. V roce 1964 byl přeměněn na muzeum a v roce 2013 zpět na mešitu. Budova pochází ze 13. století, kdy byl Trabzon hlavním městem Trapezuntského císařství. Nachází se při pobřeží a asi 3 km západně od hranic středověkého města. Je to jedna z několika desítek byzantských památek v této oblasti a bývá „považována za jeden z nejlepších příkladů byzantské architektury“.

## Dějiny
Hagia Sophia v Trapezuntu byla postavena v letech 1238 až 1263 za vlády Manuela I. Nejstarší výzdoba vytesaná v apsidách kostela nese letopočty 1291 a 1293. Poté, co Mehmed II. město v roce 1461 dobyl, byl kostel snad přeměněn na mešitu a jeho fresky zabíleny. Jiní učenci se domnívají, se mešitou stal až roku 1584, protože stál několik kilometrů za městskými hradbami. Přilehlý klášter byl využíván mnichy nejméně do roku 1701, kdy je tam Tournefort našel stále sídlit. Je pravděpodobné, že mniši postupně opustili budovu, která je nedokázala ochránit před obtěžováním, a Turci ji převzali, aniž by je museli vykázat.

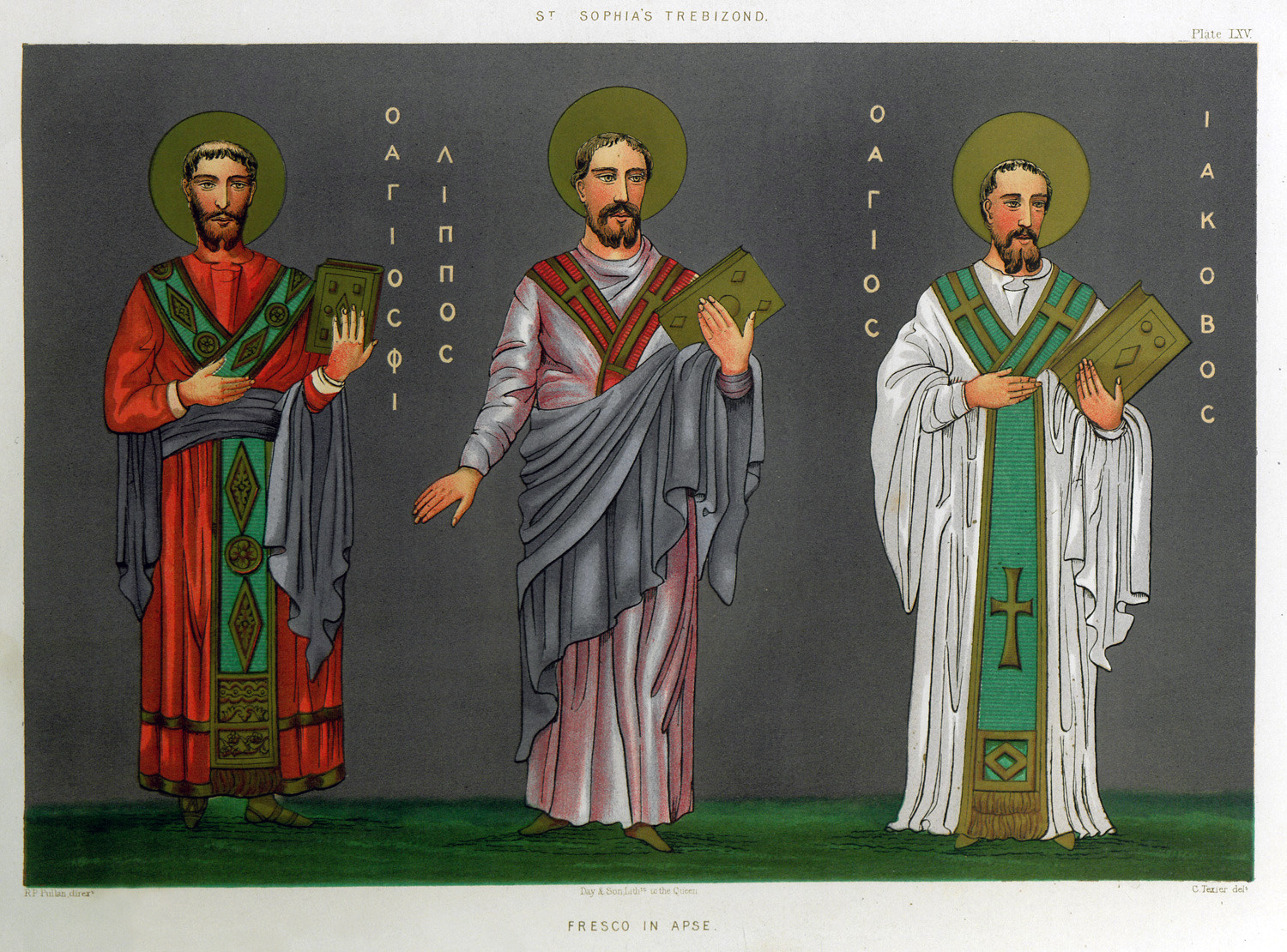
Freska v apsidě, zákres z roku 1864.

Podle místní tradice byl kostel na přelomu 19. století využíván jako cholerová nemocnice. Během první světové války bylo město obsazeno ruskou armádou a poprvé mohli kostel prozkoumat archeologové včetně Fjodora Uspenského a začalo předběžné čištění nástěnných maleb. Ve 40. letech 20. století byl chrám údajně uzamčen a využíván jako obchod, ale v 50. letech byl znovu používán jako mešita. V roce 1964 byl přeměněn na muzeum. V letech 1958 až 1964 byly za pomoci odborníků z Edinburské univerzity a Generálního ředitelství nadací odkryty dochované fresky a kostel konsolidován; jeden odborník zapojený do práce odhadl, že se dochovala nanejvýš šestina původních dekorací. Všechny, které přežily, jsou však považovány za originální práce provedené těsně po výstavbě kostela v duchu byzantské palaiologovské renesance.

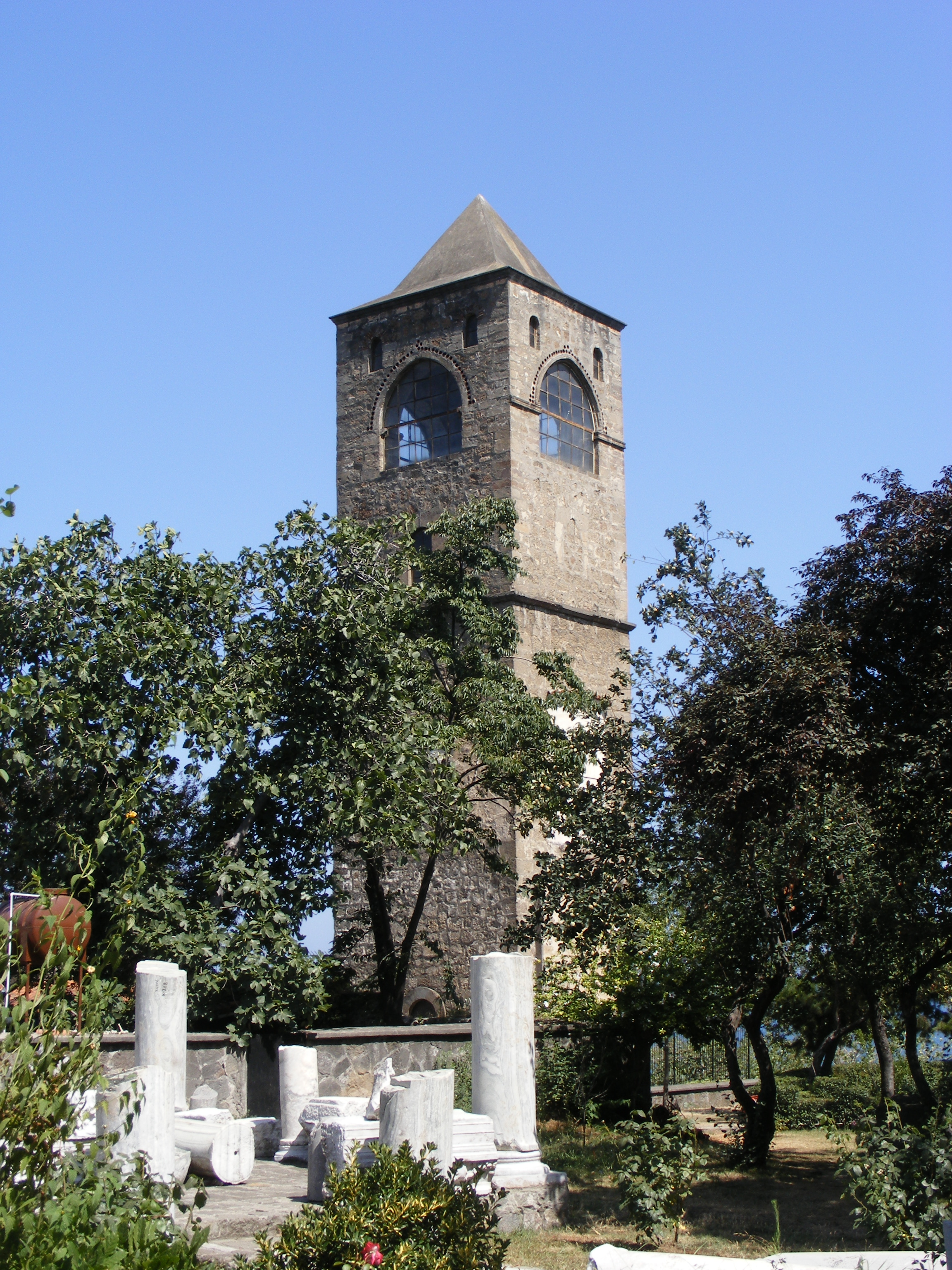
Zvonice

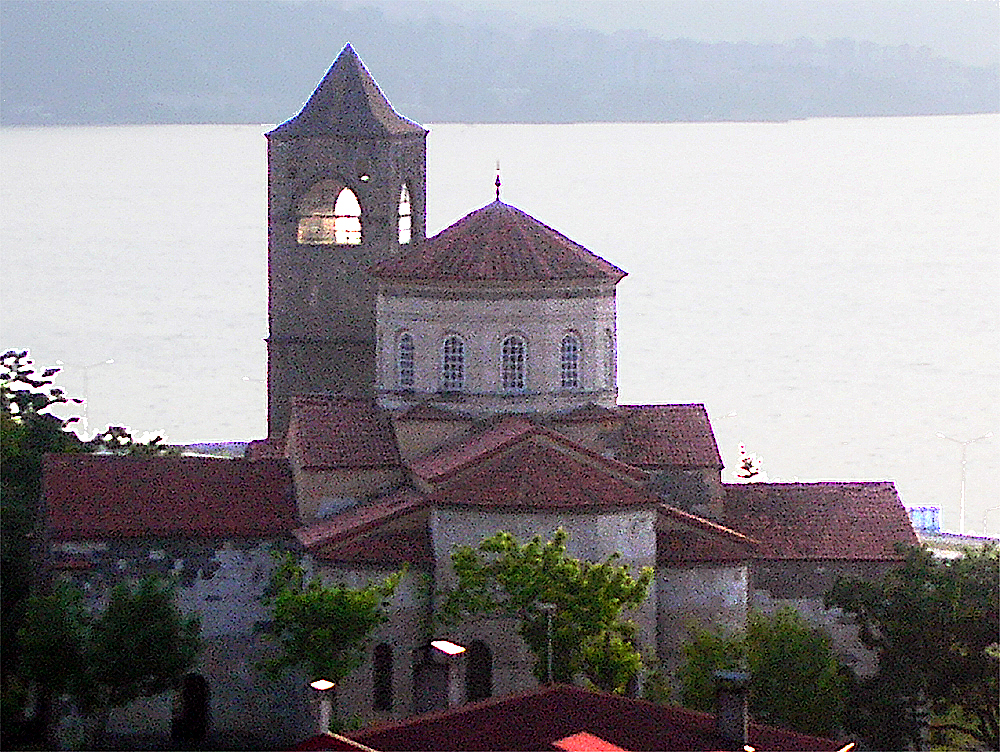
Pohled na budovu se zvonicí a pobřežím Černého moře v pozadí

Kostel Hagia Sophia je důležitým příkladem pozdně byzantské architektury, charakterizuje ho vysoká centrální kupole a čtyři velké sloupové oblouky nesoucí váhu kupole a stropu. Pod kupolí je dlažba z vícebarevných kamenů provedená technikou opus sectile. Kostel byl postaven na půdorysu kříže, ale i jeho forma naznačuje kříž díky výrazným severním a jižním křídlům. Stavba je 22 metrů dlouhá, 11,6 metrů široká a 12,7 metrů vysoká. Fresky z konce 13. století, odhalené restaurátory z Edinburku, ilustrují příběhy Nového zákona. Vnější kamenné figurální reliéfy a další zdobení souzní s tradičním sochařstvím Arménie a Gruzie. 24 metrů na západ od kostela je zvonice vysoká 40 metrů. Byla postavena v roce 1427 a ve druhém patře se nachází malá kaple. Vnitřní stěny zvonice jsou pokryty freskami. Jako observatoř ji využívali i místní astronomové.
V roce 2012 ministerstvo náboženských záležitostí (Diyanet) podalo žalobu proti ministerstvu kultury s tím, že to již několik desetiletí kostel „nelegálně okupuje“. Diyanet případ vyhrál a získal budovu do vlastnictví. 5. července 2013 byl bývalý kostel částečně přeměněn na mešitu a byly zahájeny rekonstrukční práce, při kterých byly některé fresky zahaleny a podlaha pokryta kobercem. Muftí turecké provincie Trabzon řekl, že „pokračují práce na otevření mešity Hagia Sophia ve městě, aby se tam znovu konaly modlitby“ a dodal, že „během modlitby budou nástěnné malby zakryty závěsy“. Místní svaz architektů z Trabzonu podal ohledně této přeměny na ministerstvo pro náboženské záležitosti žalobu. Místní soudce označil přeměnu bývalého kostela za nezákonnou a nařídil, aby byl zachován jako muzeum, což se však nestalo. V letech 2013 až 2018 byly fresky i mozaiková podlaha v modlitebně zakryta nepohyblivými závěsy a koberci, zatímco fresky v narthexu zůstaly odkryté. Během rekonstrukčních prací v letech 2018 až 2020 byla budova uzavřena pro návštěvníky. Zpráva vypracovaná místním svazem architektů přeměnu na mešitu silně kritizovala a soud nařídil ministerstvu náboženských záležitostí, aby splnilo svůj slib a zviditelnilo fresky mimo dobu modliteb. V roce 2020 byl pod kopulí umístěn zatahovací zavěšený strop a nad podlahovou mozaiku byla umístěna skleněná podlaha.

## Galerie

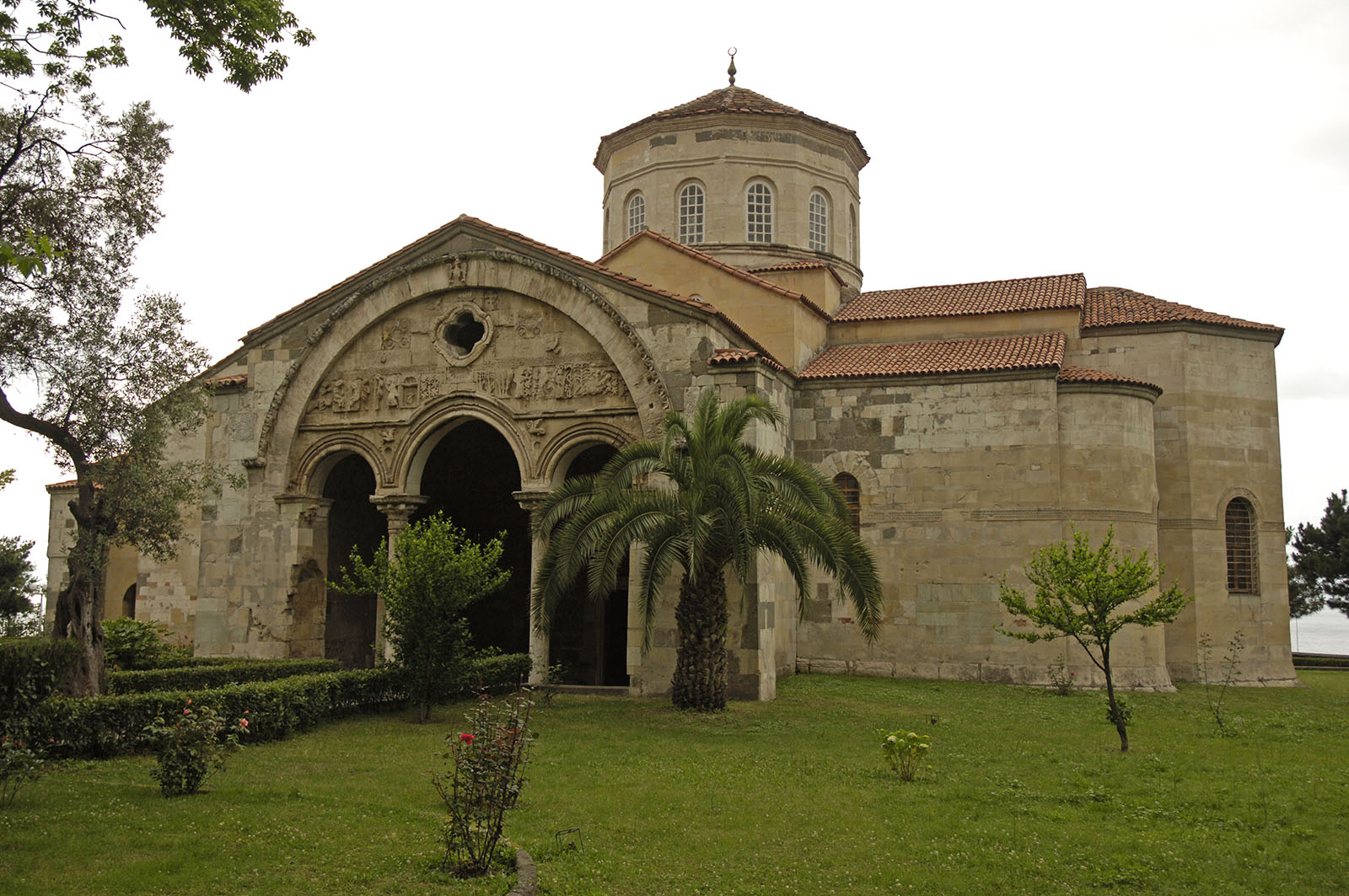
Pohled na jižní stranu
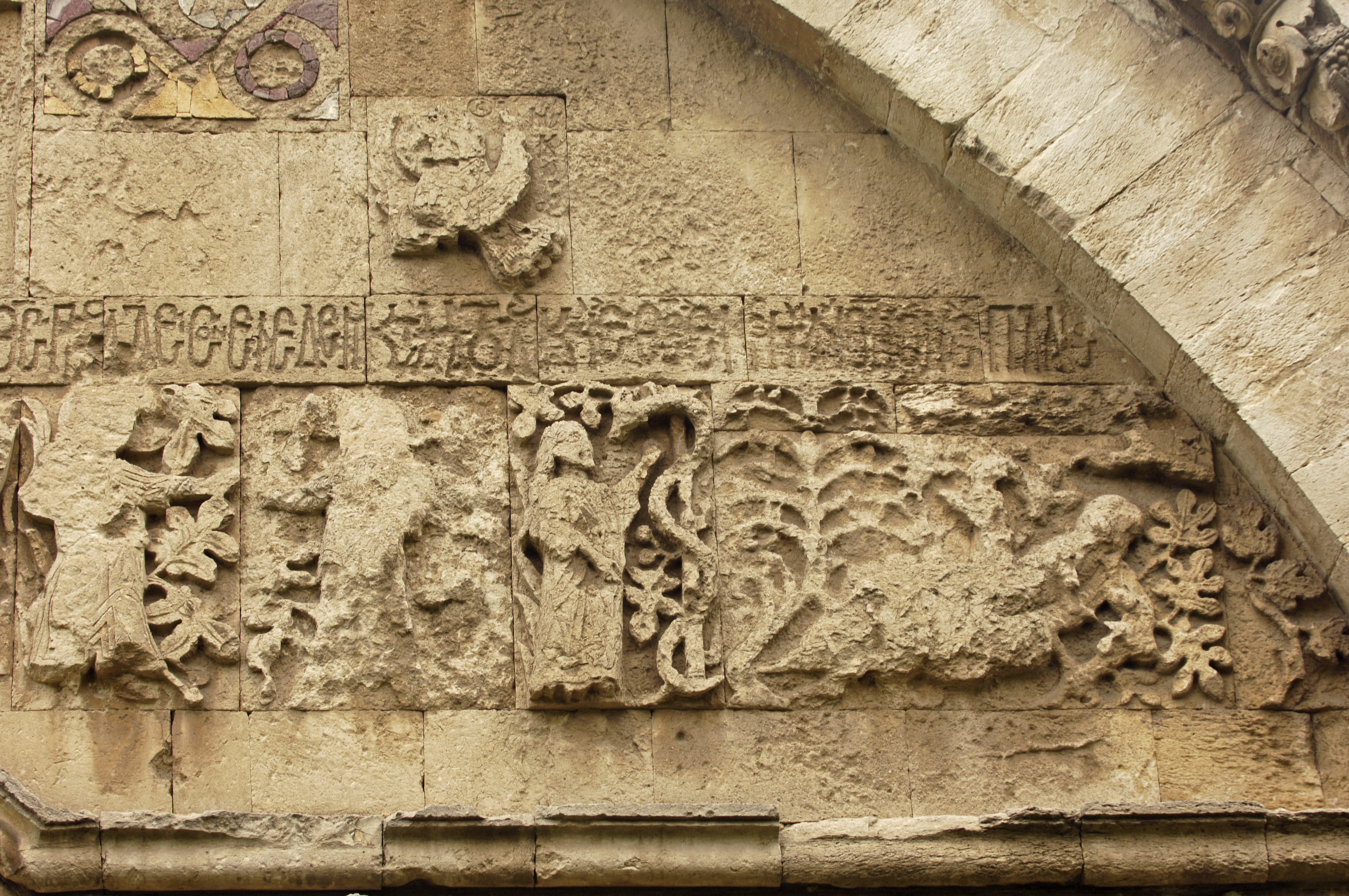
Exteriér
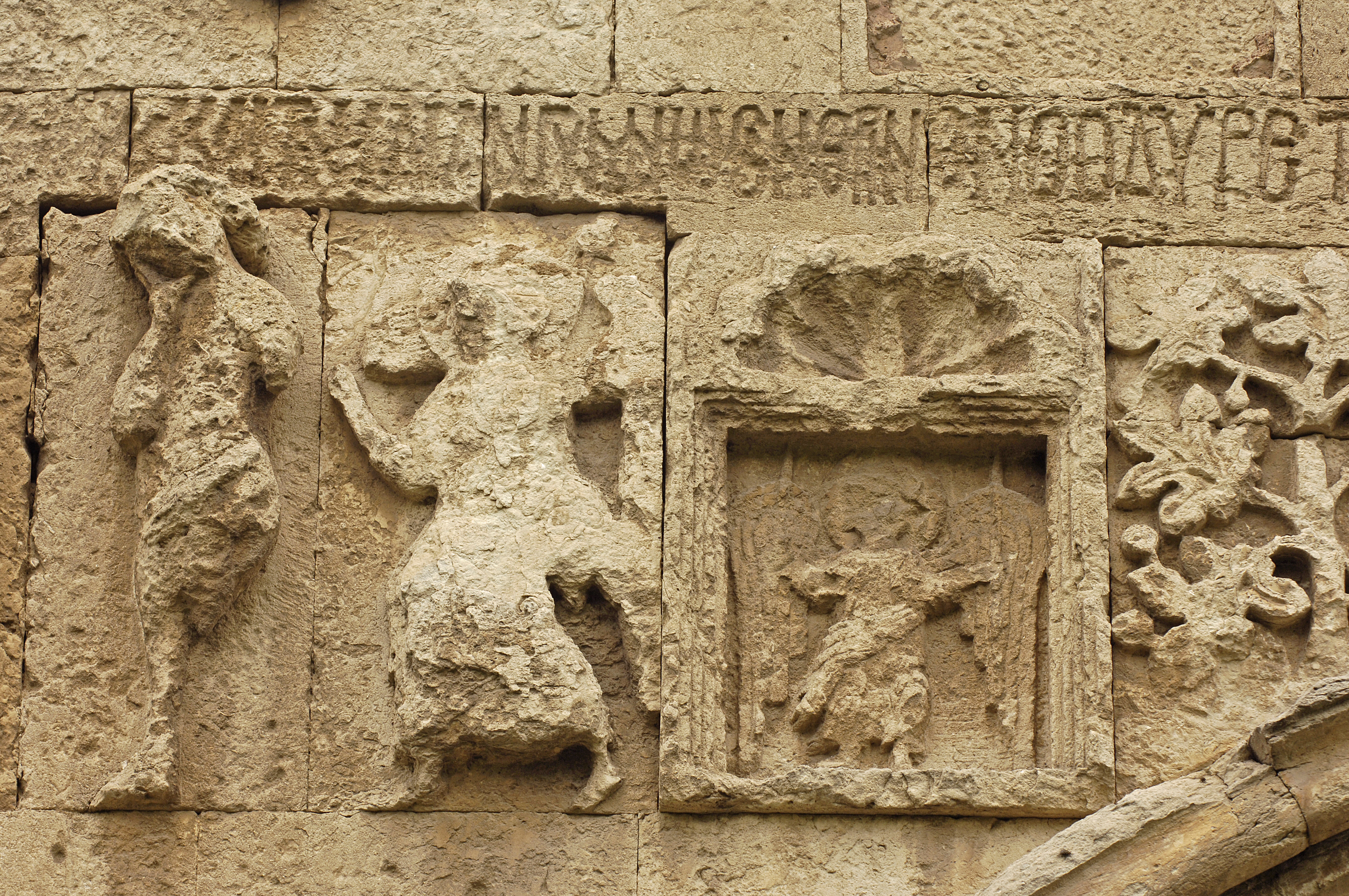
Exteriér
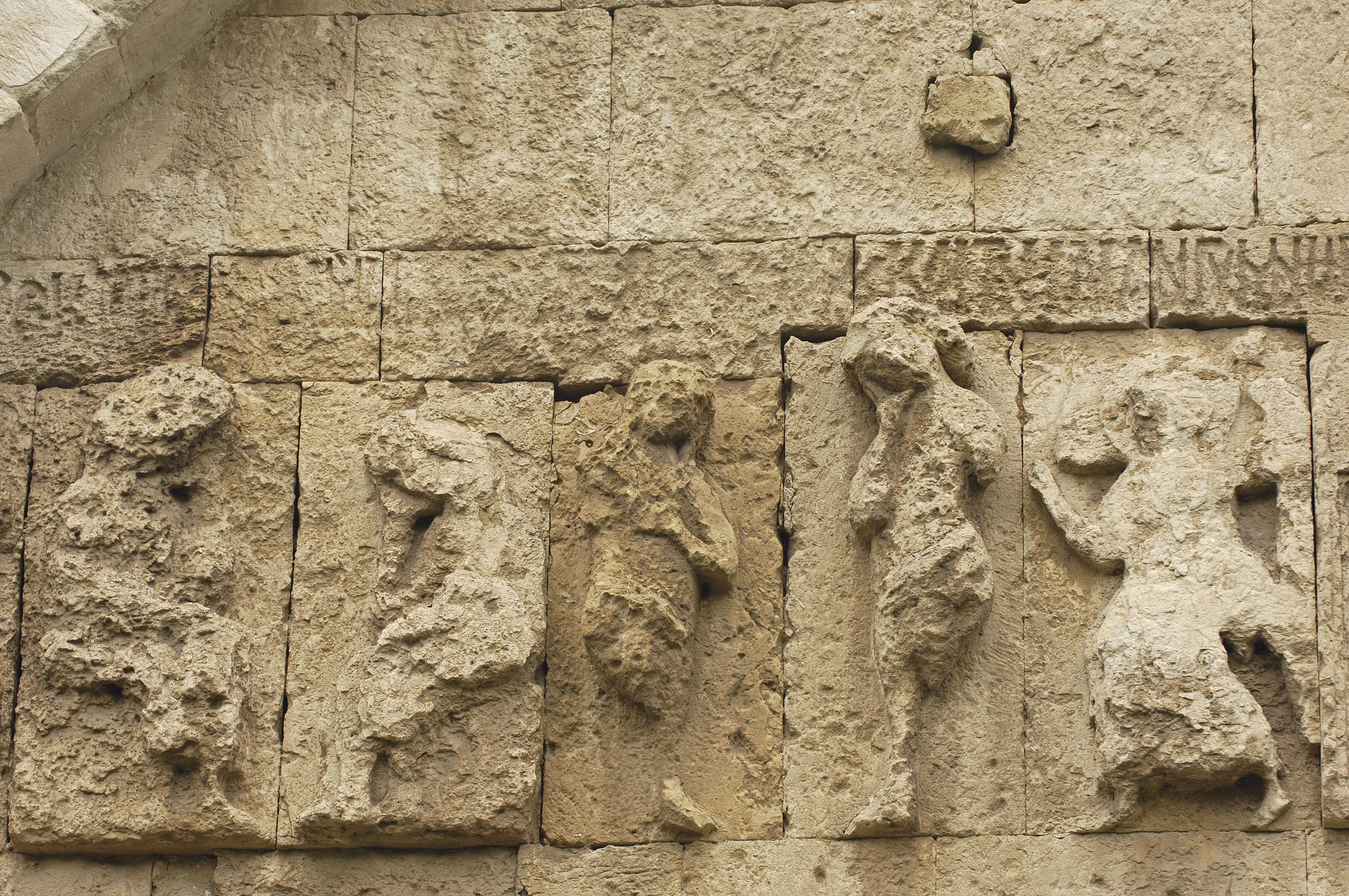
Exteriér
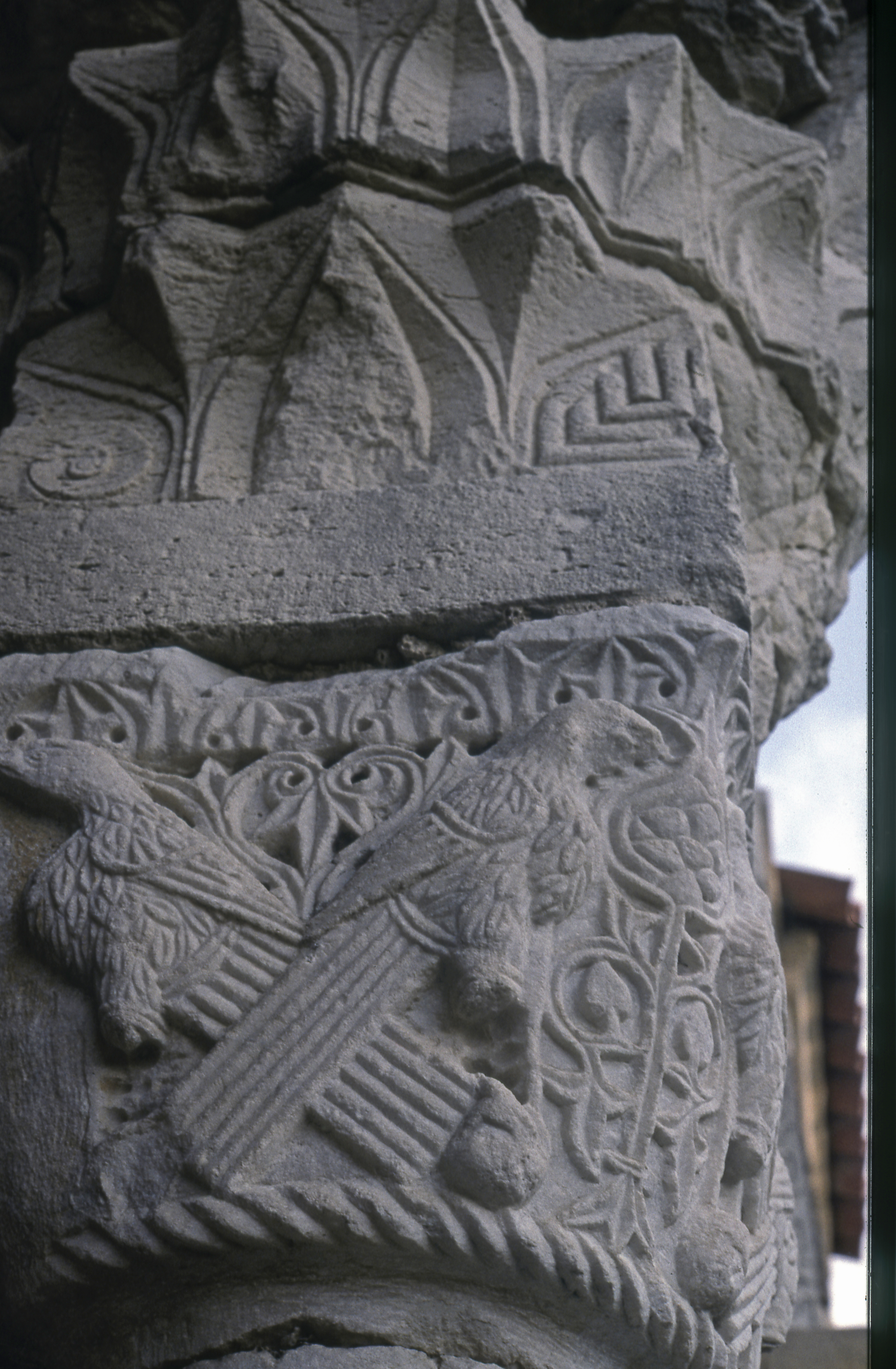
Hlavice
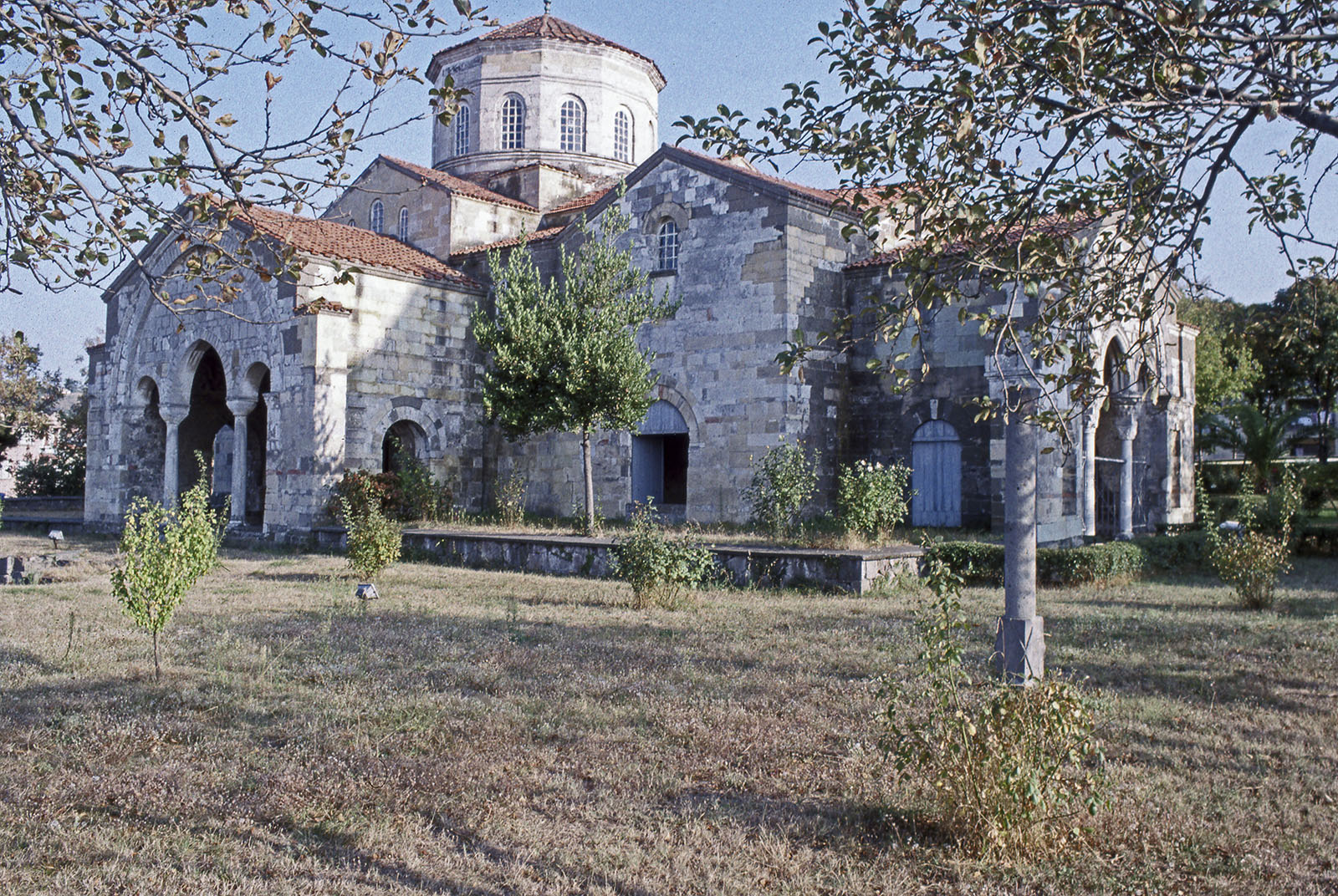
Exteriér
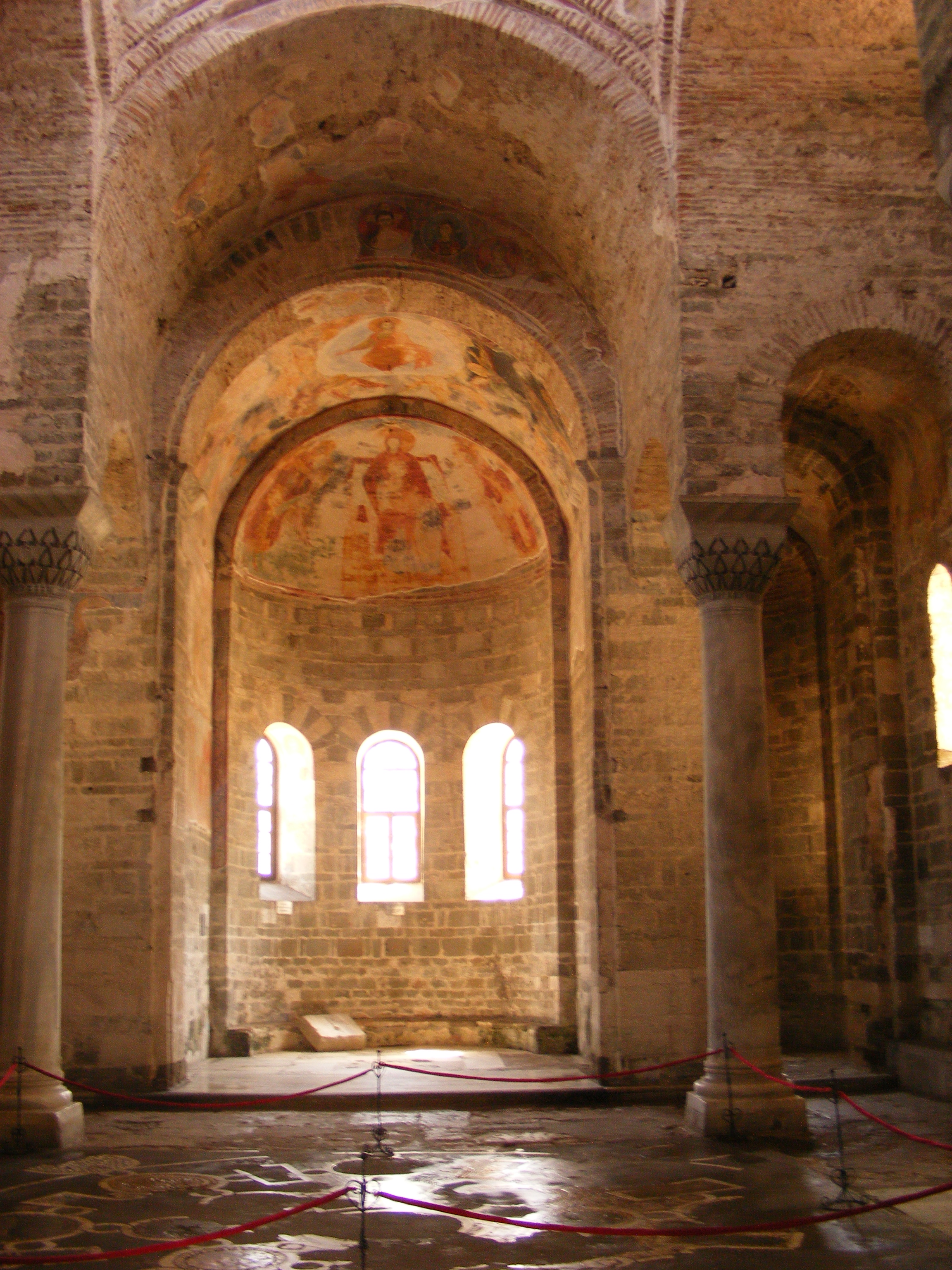
Interiér
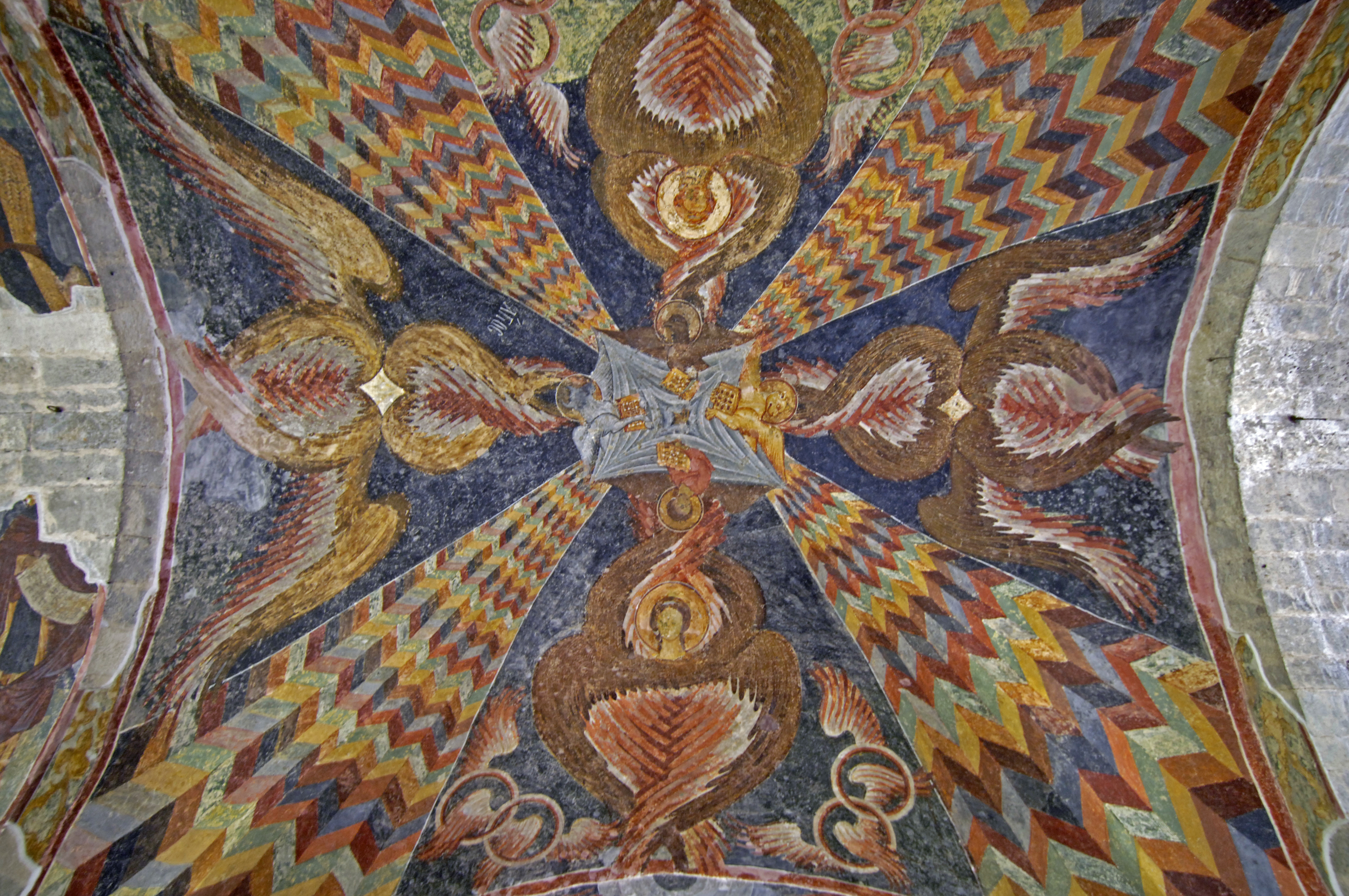
Freska
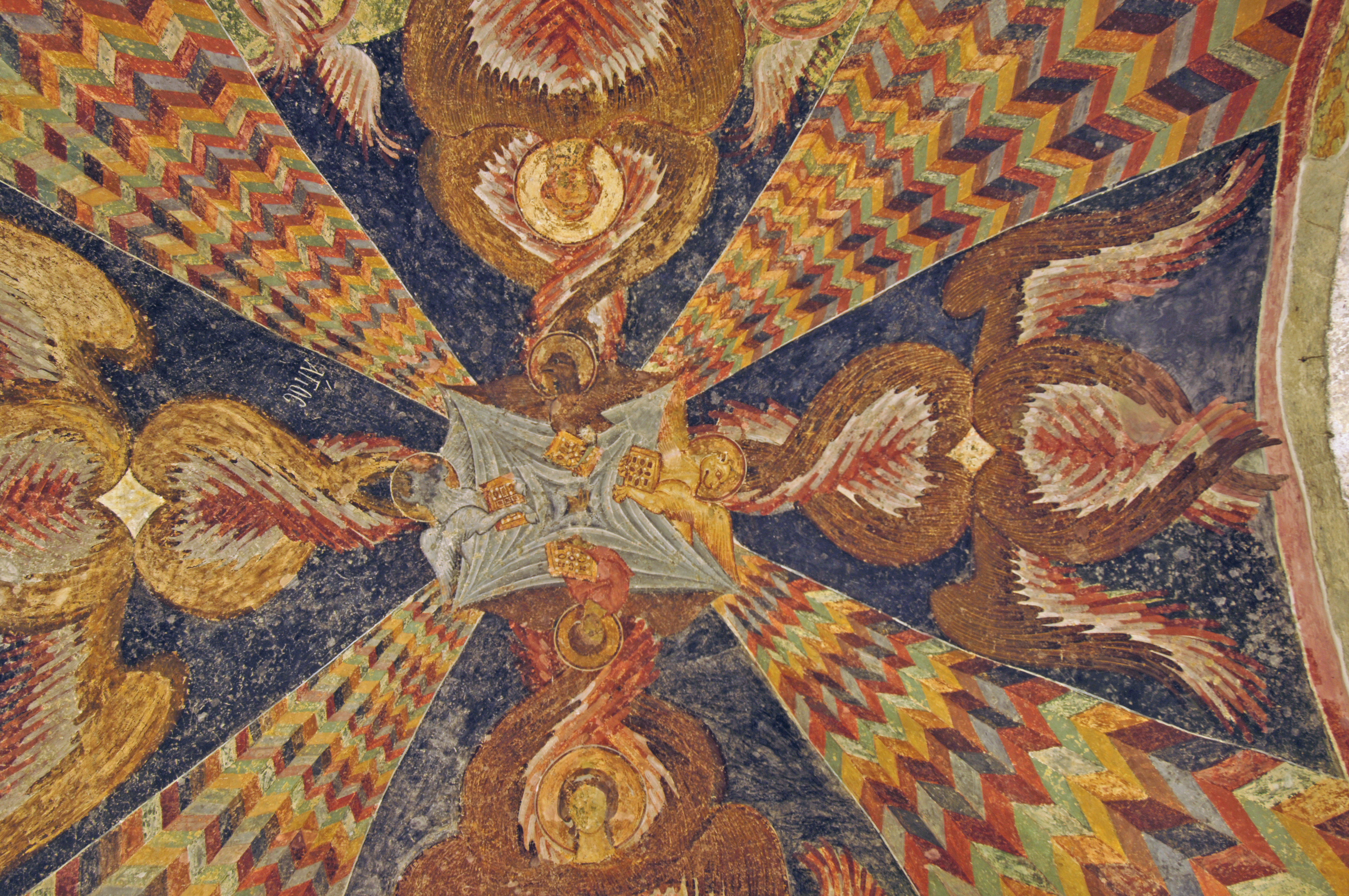
Střed fresky
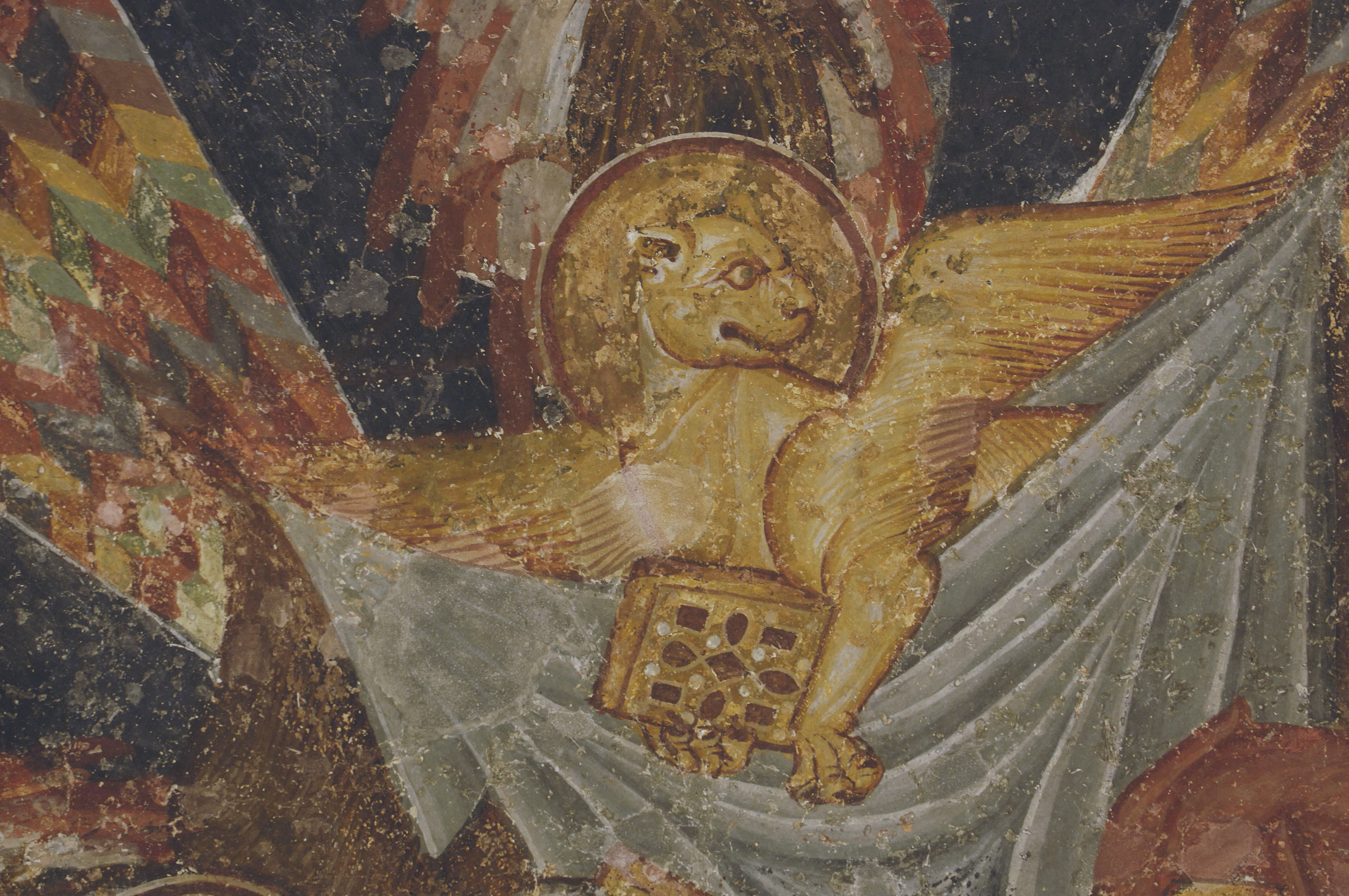
Sv. Marek
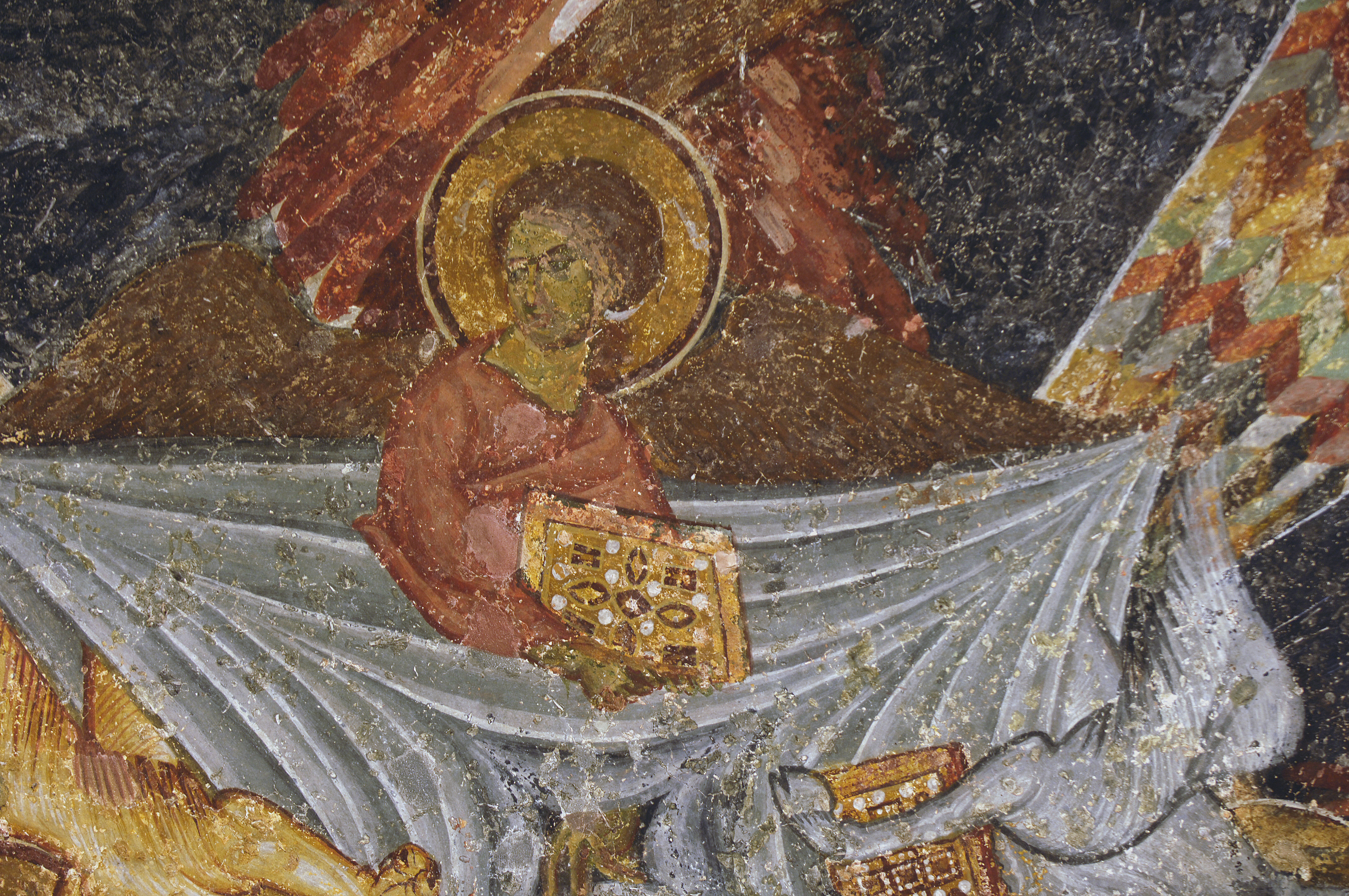
Sv. Matouš
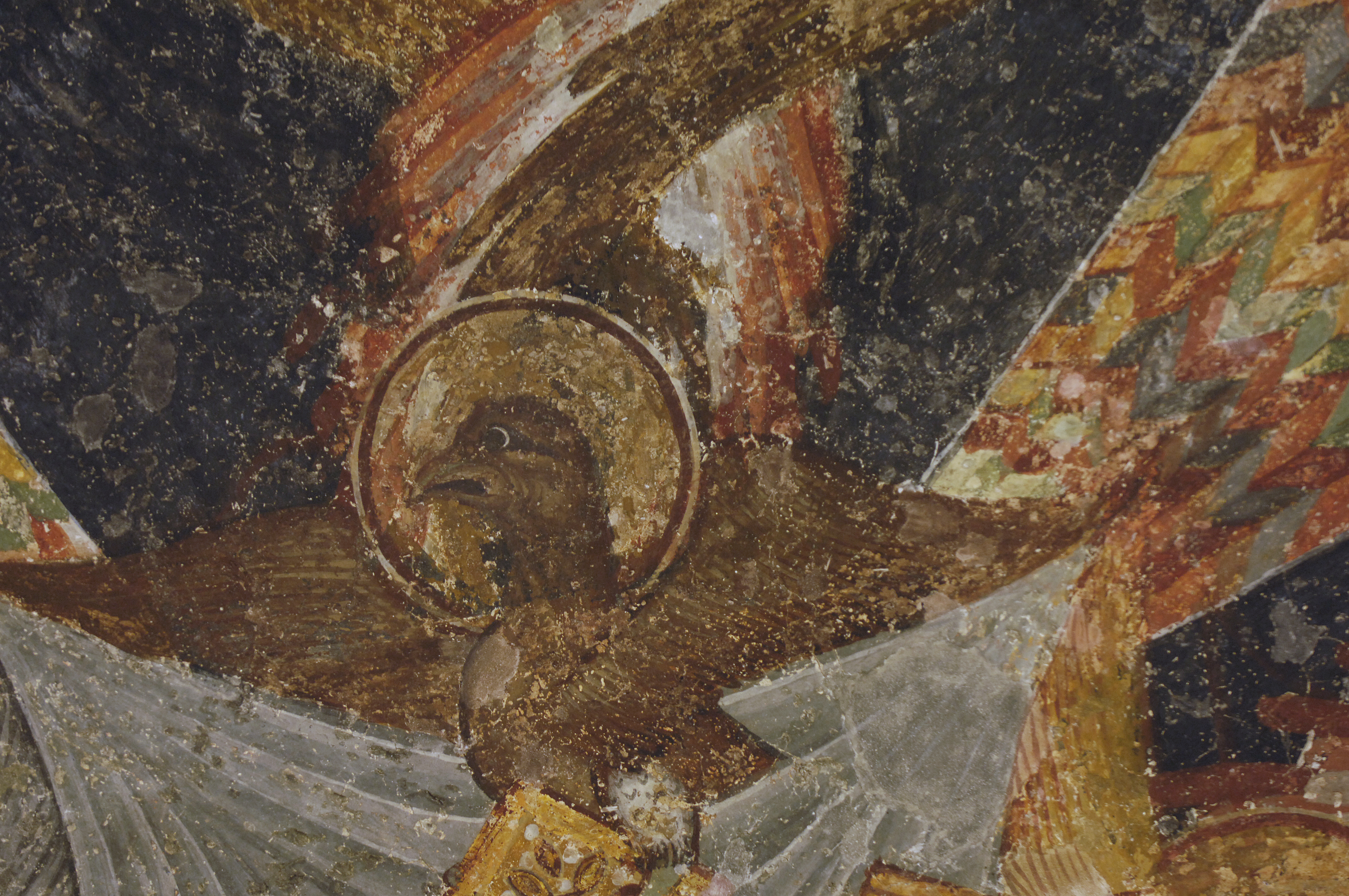
Sv. Jan
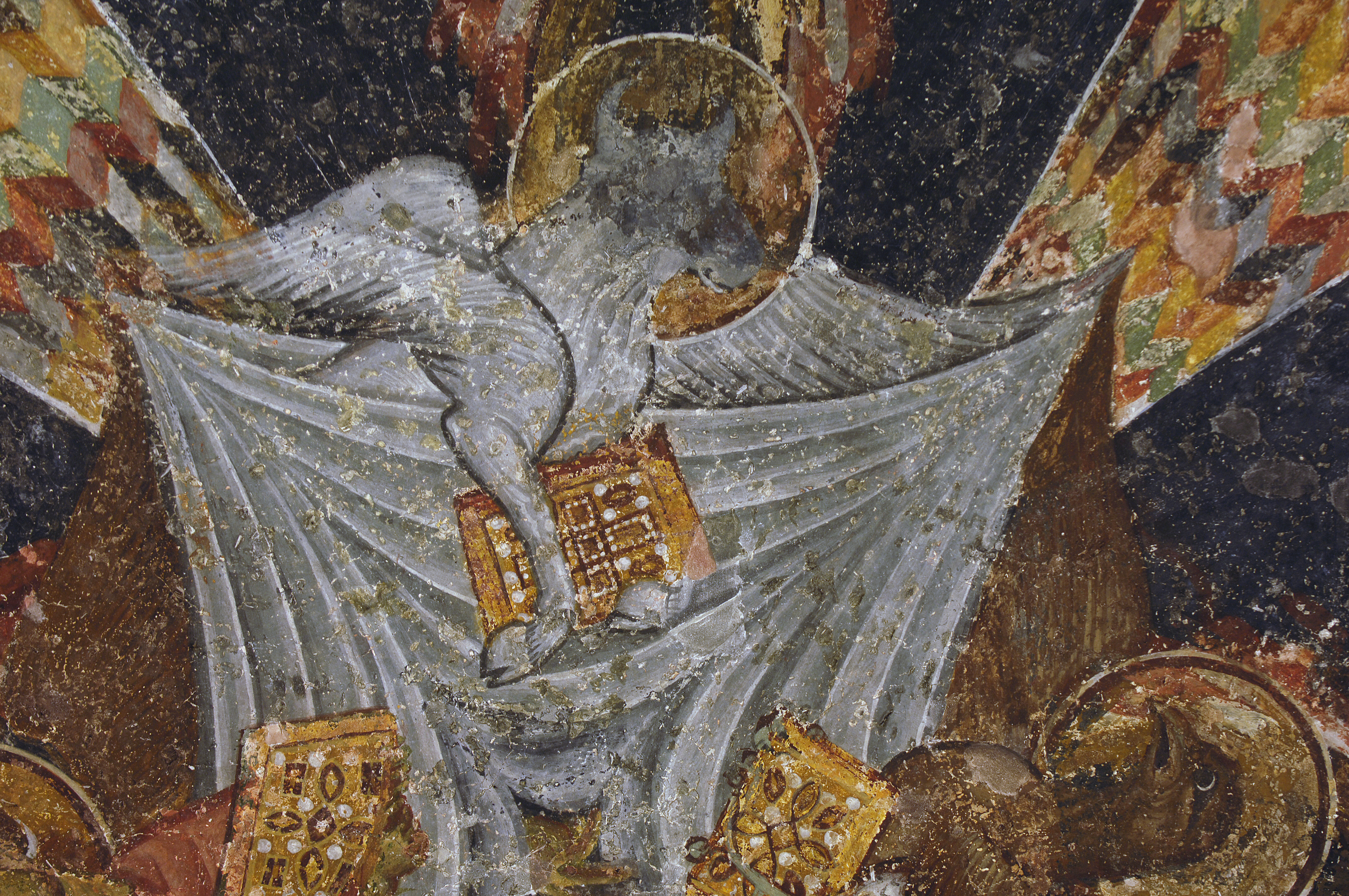
Sv. Lukáš
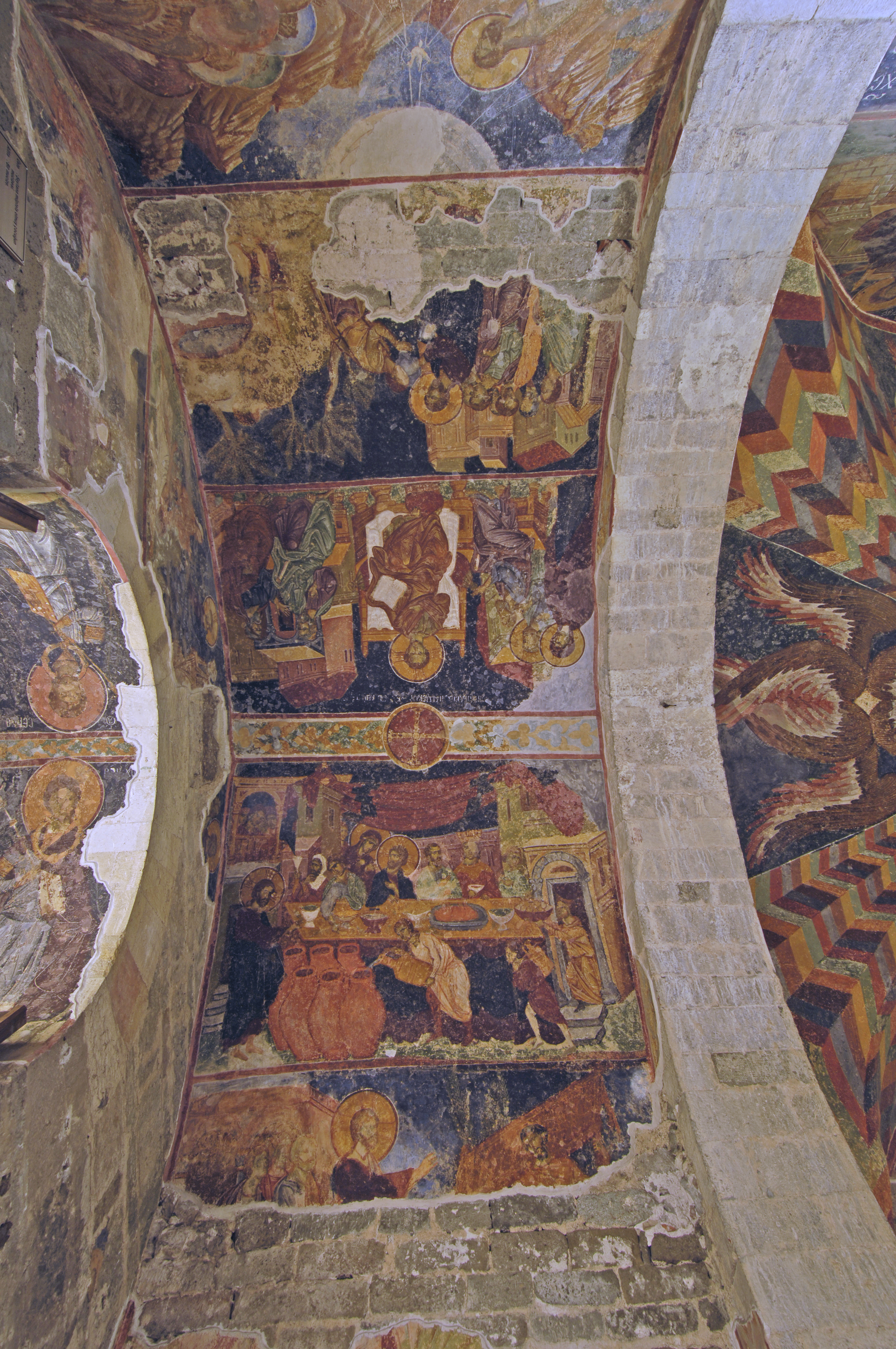
Freska
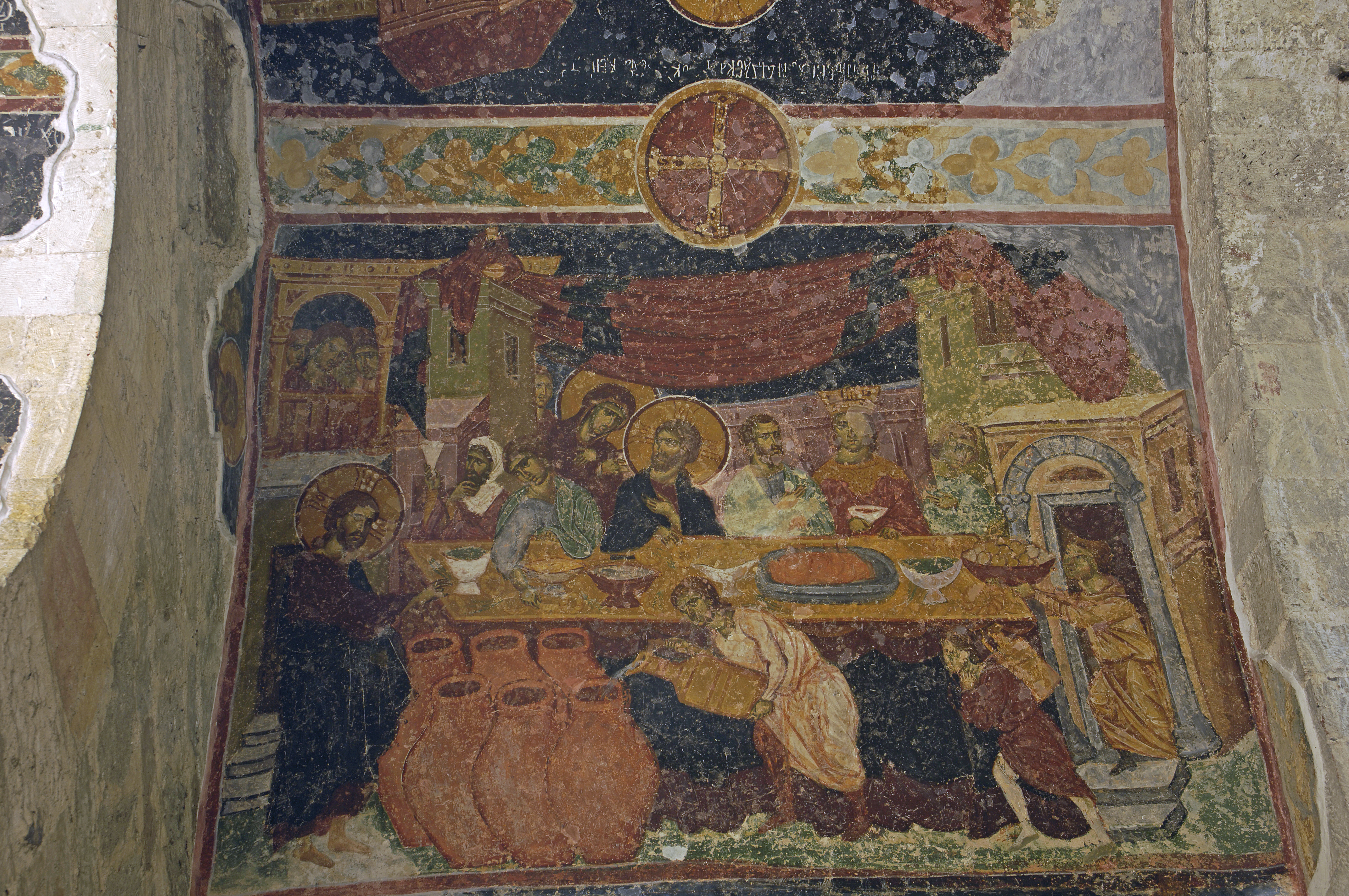
Svatba v Káni
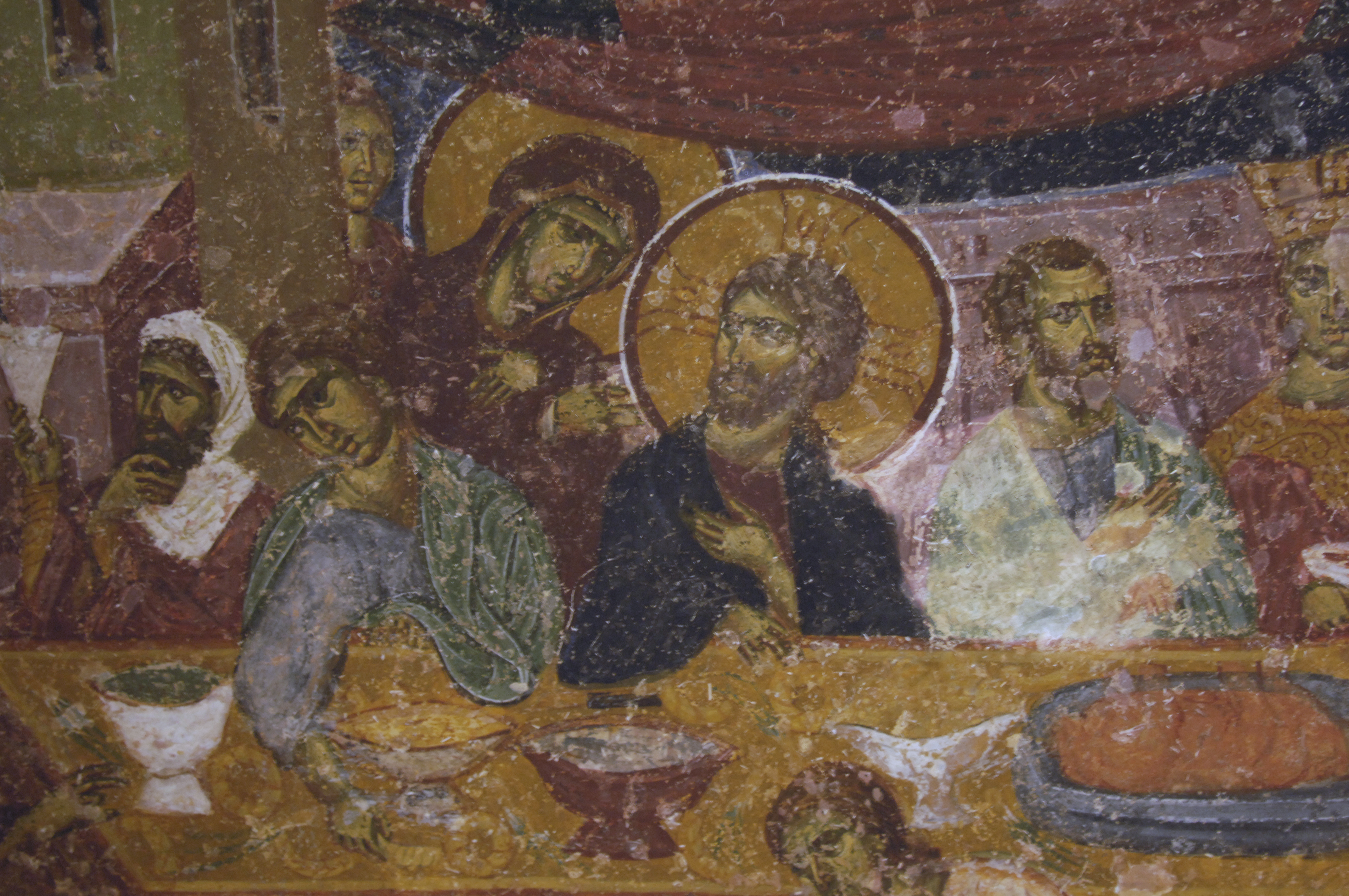
Svatba v Káni, detail
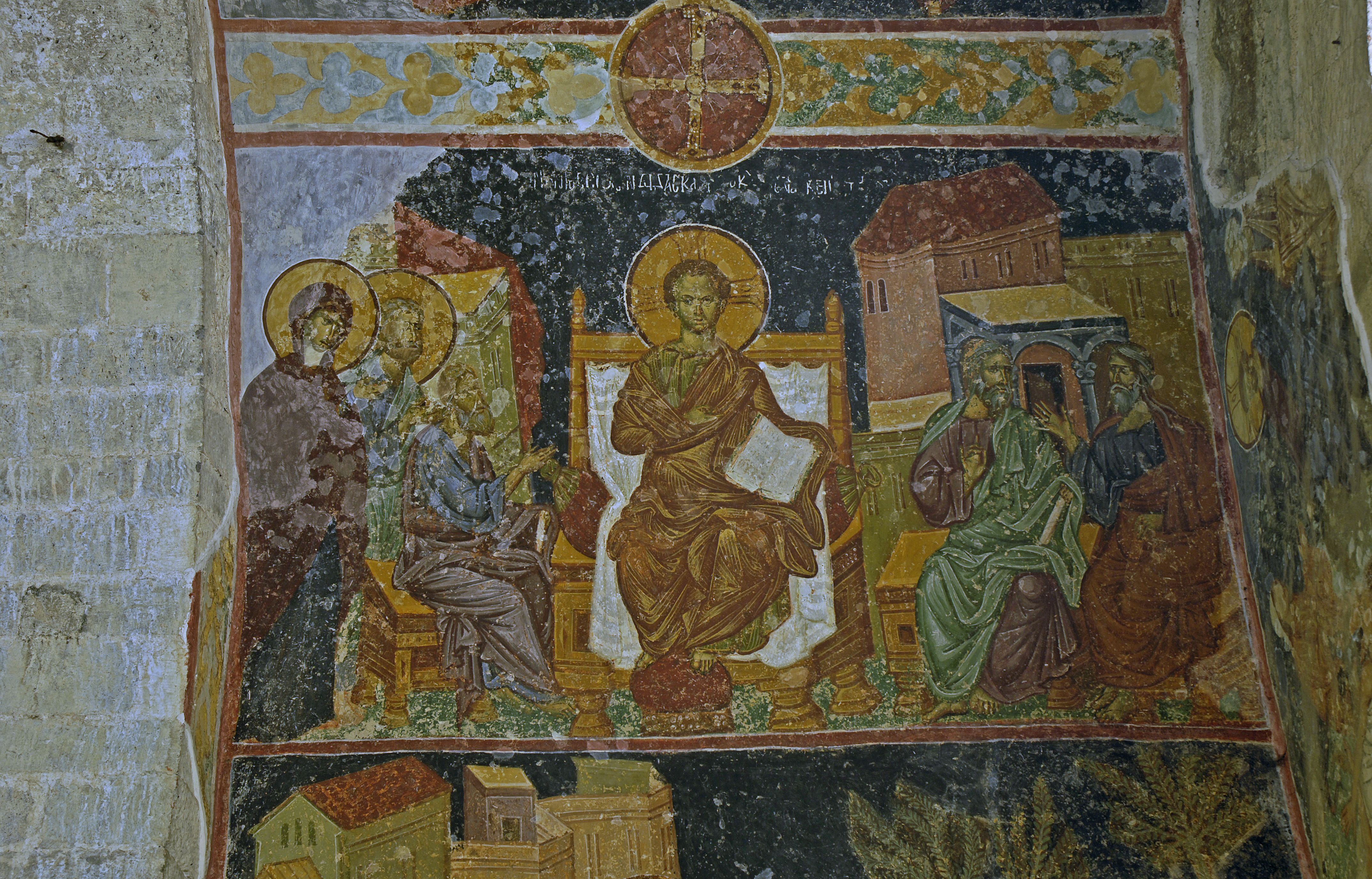
Ježíš učí v chrámu
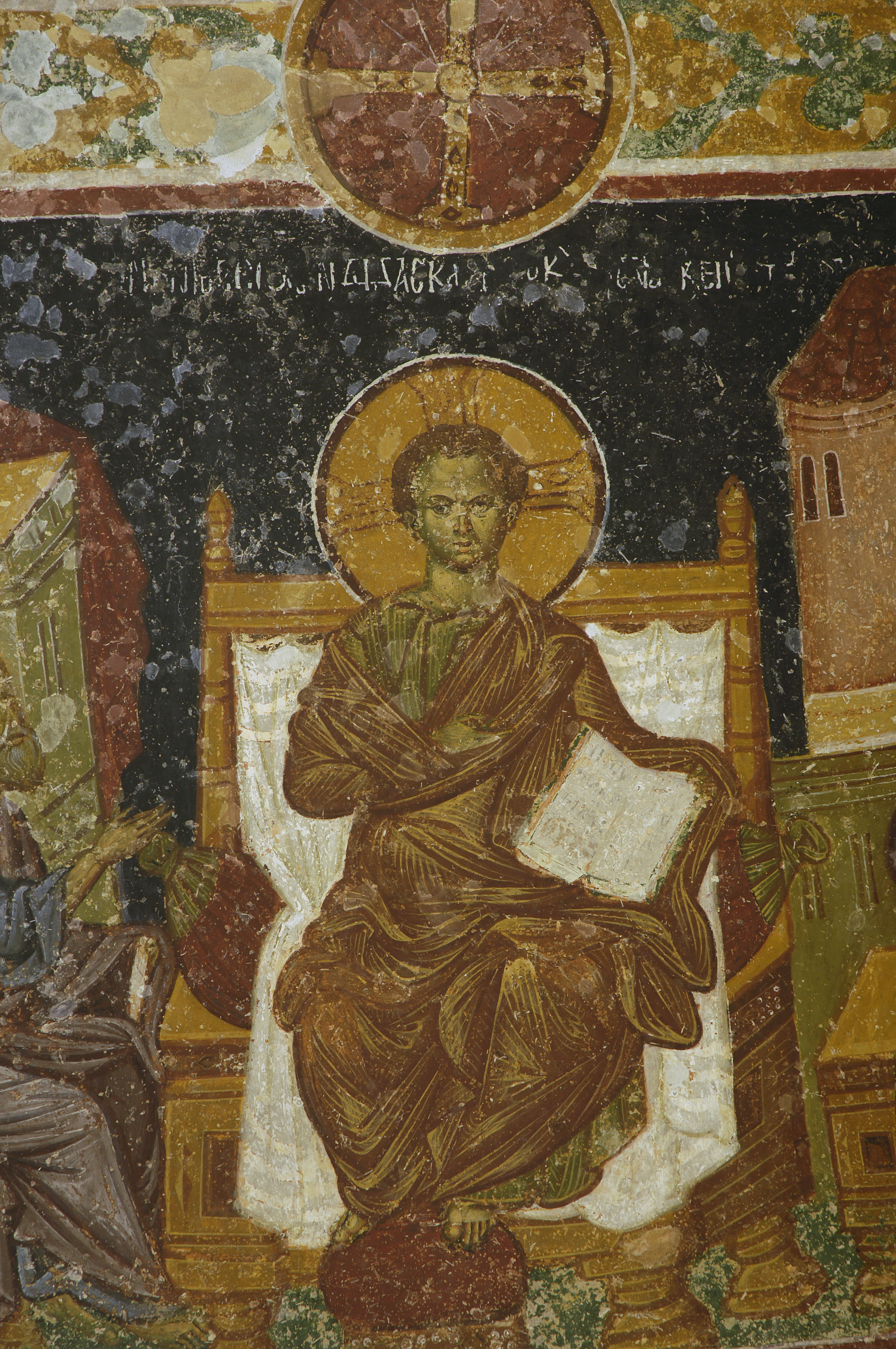
Ježíš učí v chrámu, detail
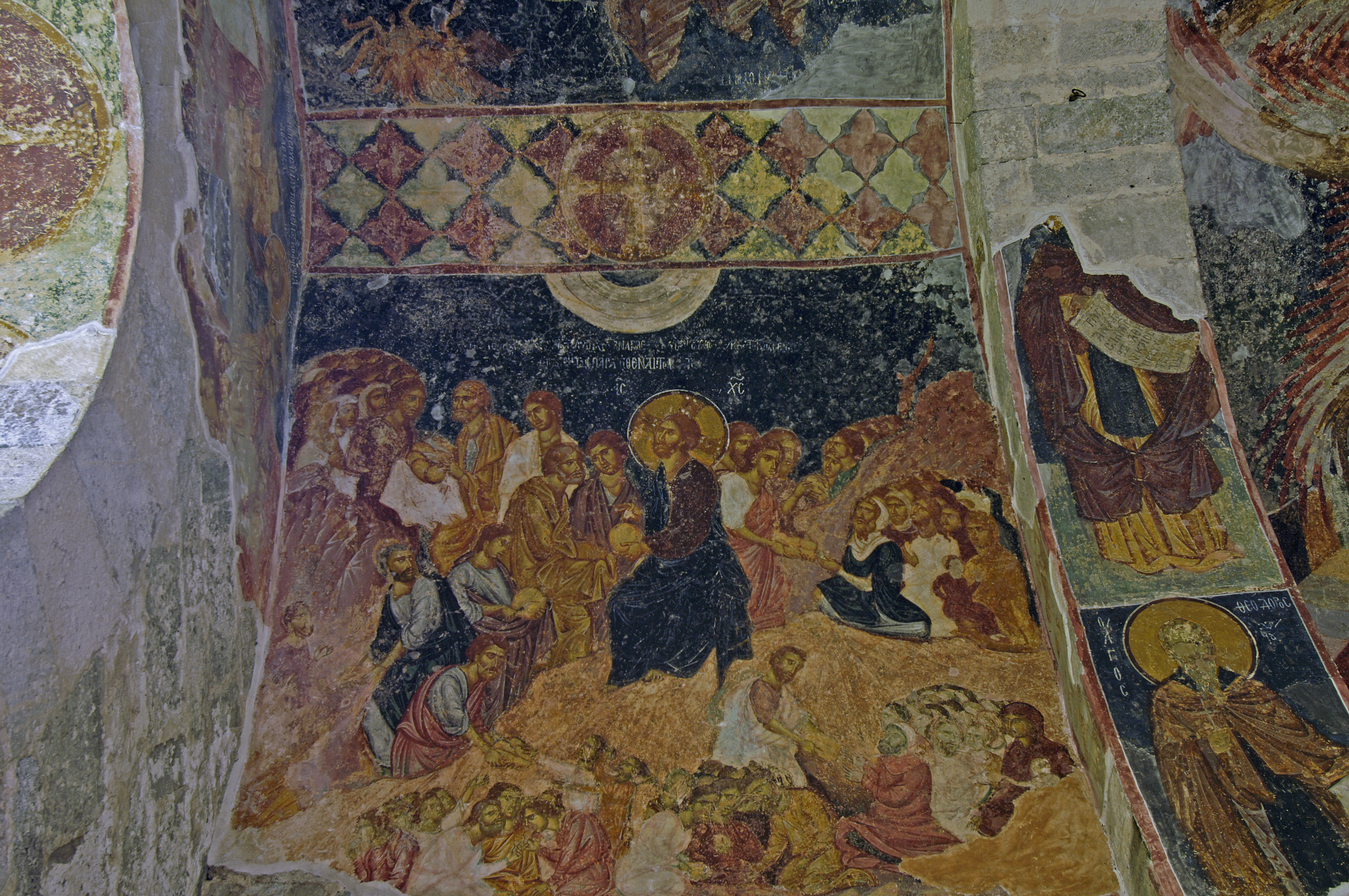
Nasycení zástupu
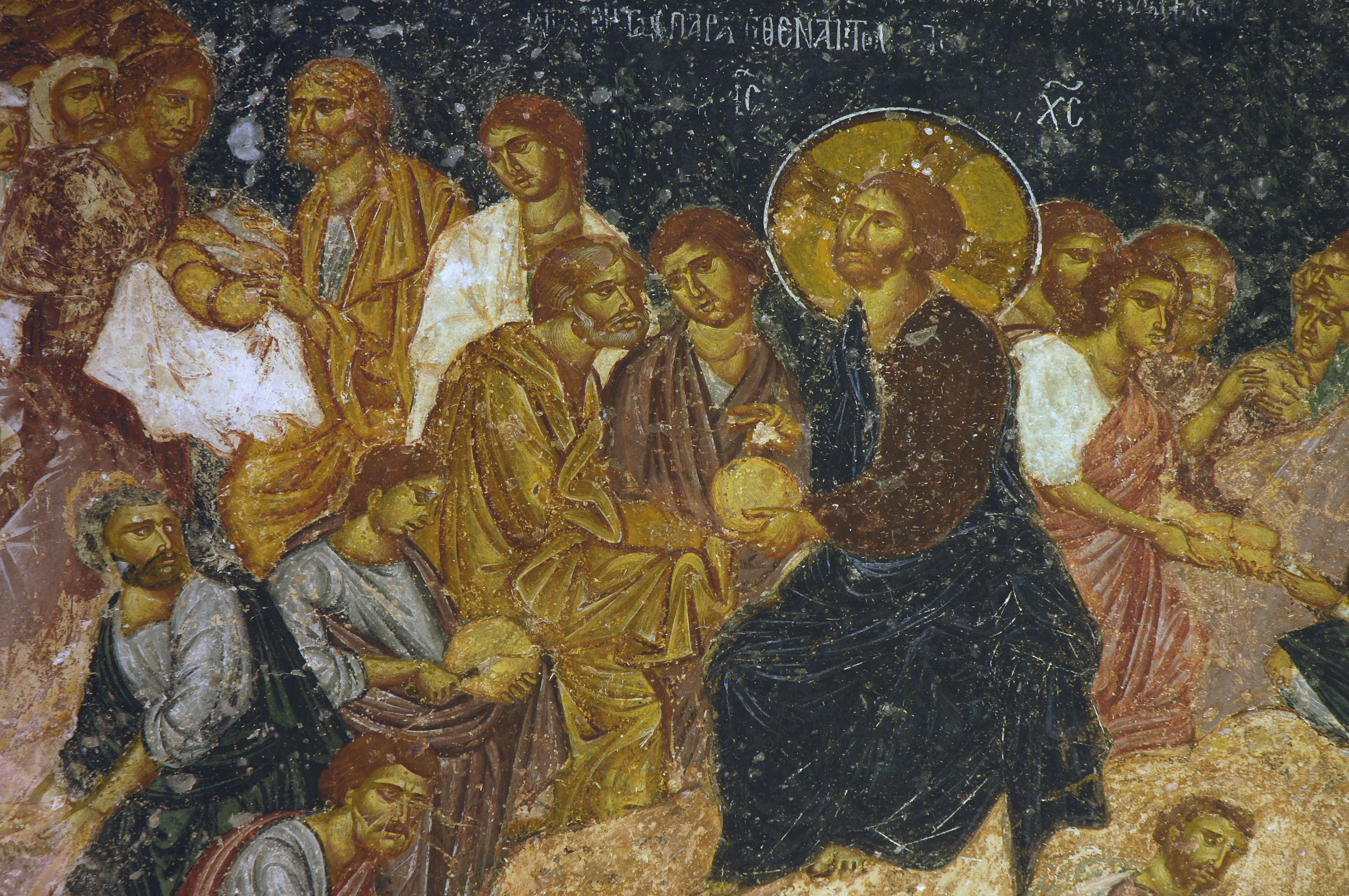
Nasycení zástupu, detail
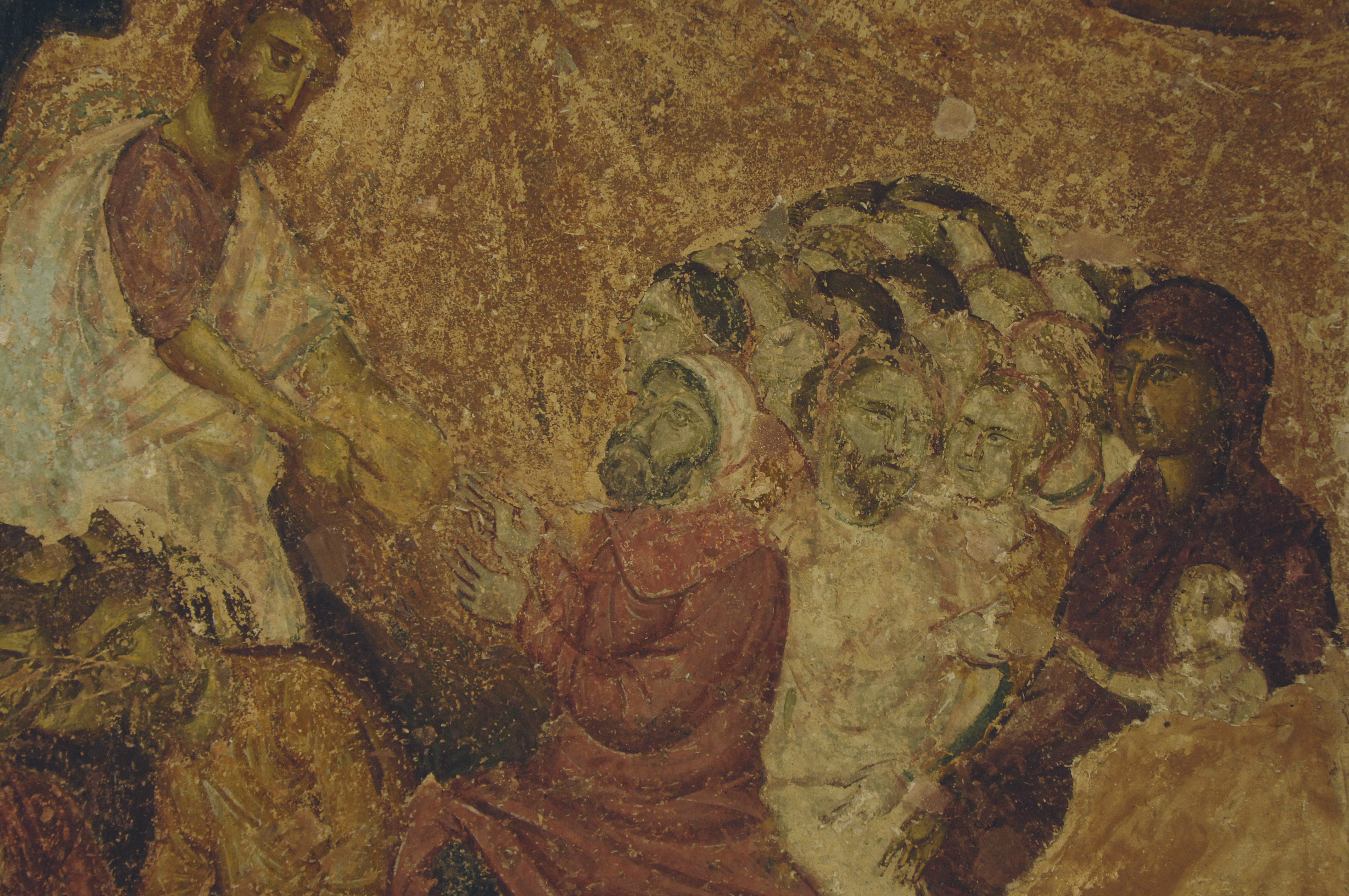
Nasycení zástupu, detail
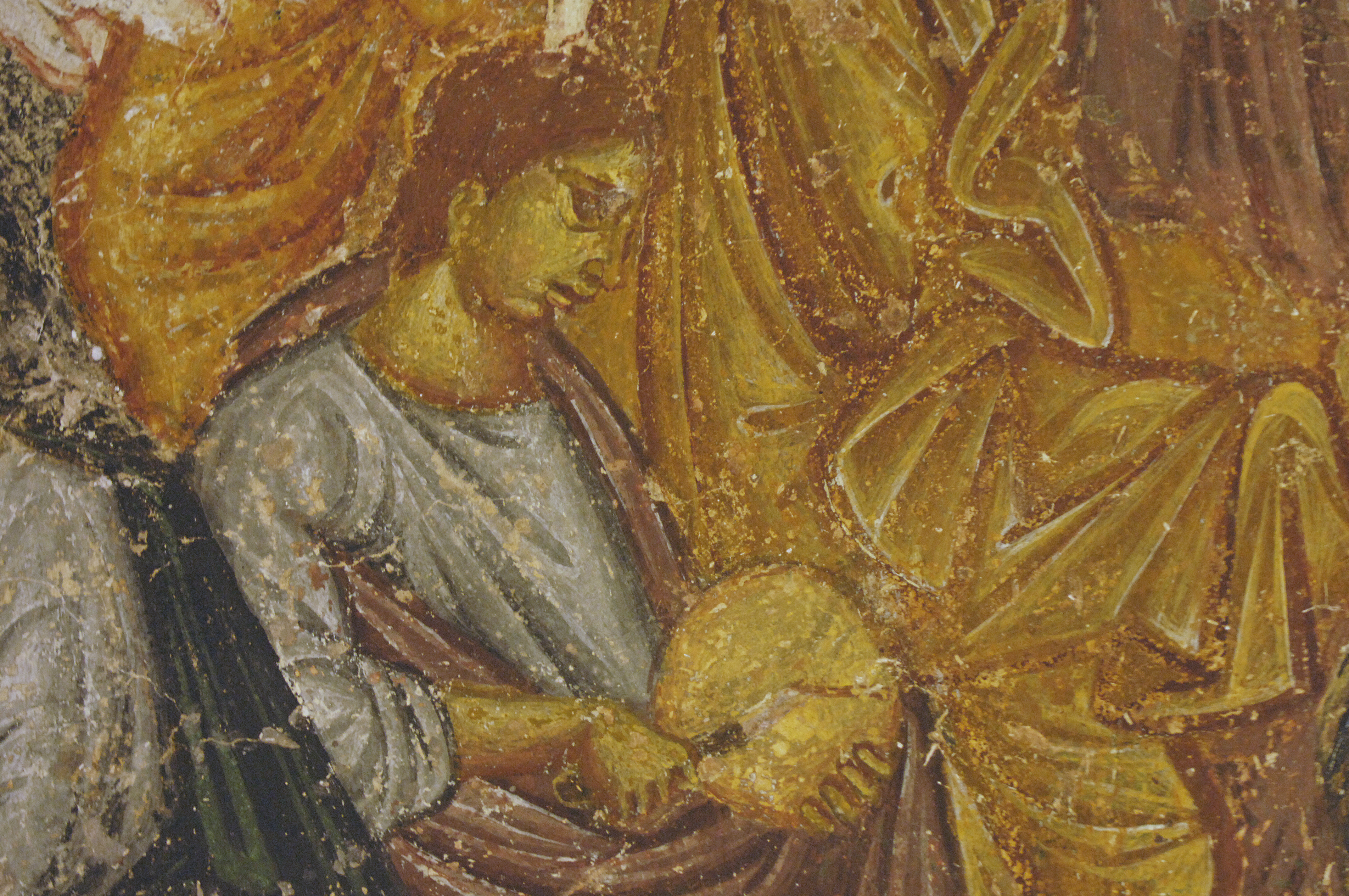
Nasycení zástupu, detail
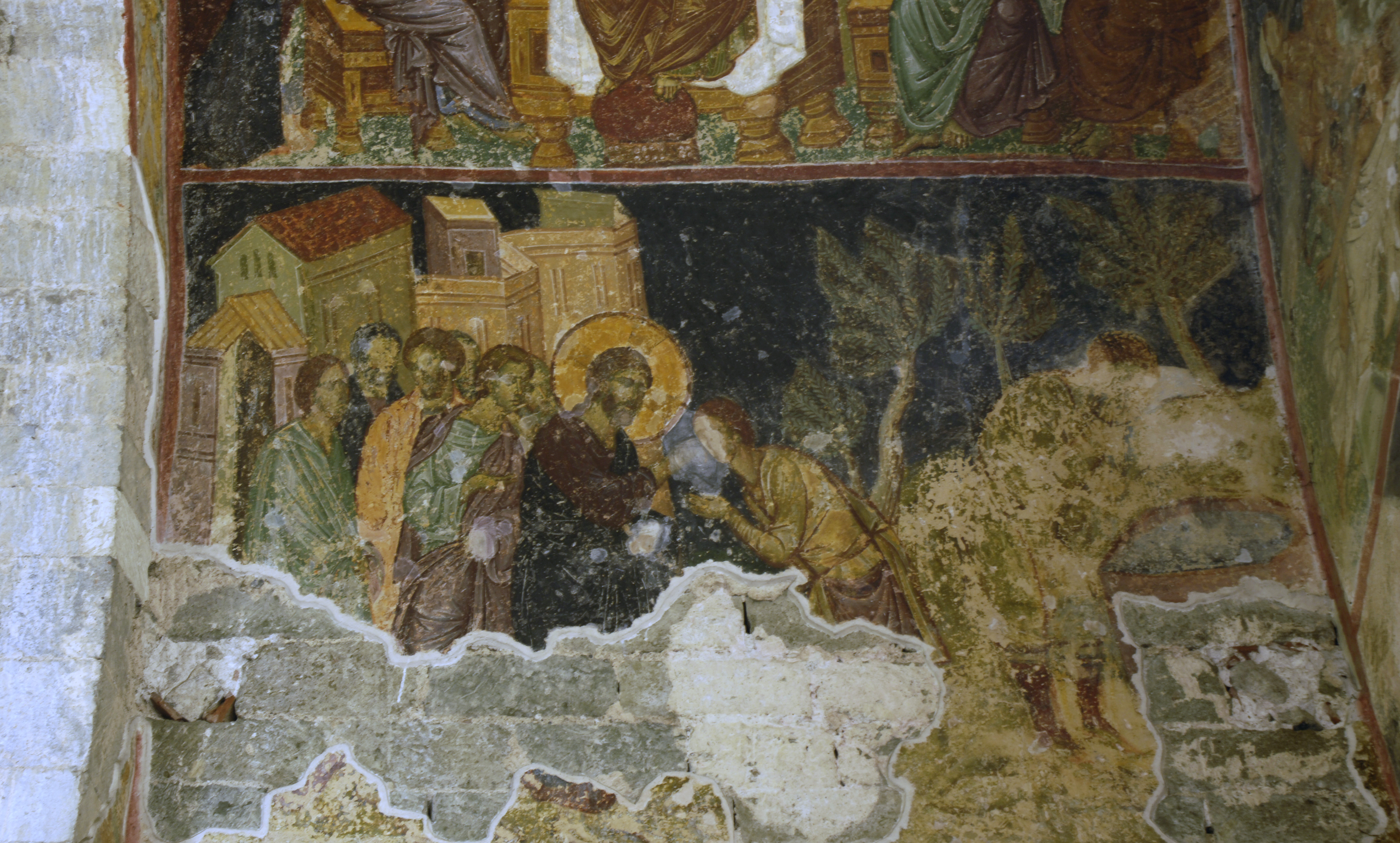
Uzdravení slepce u rybníka v Siloe
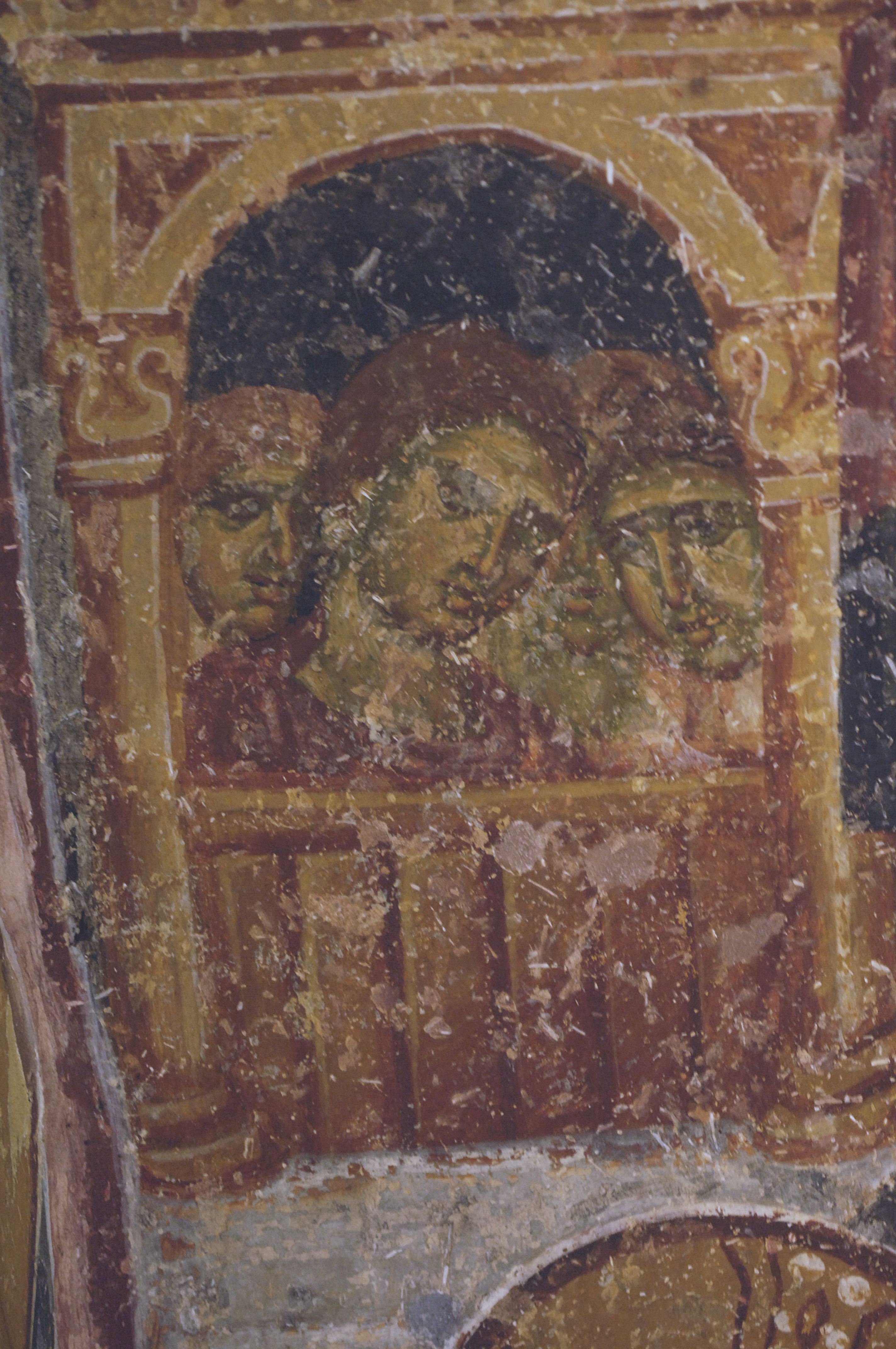
Freska
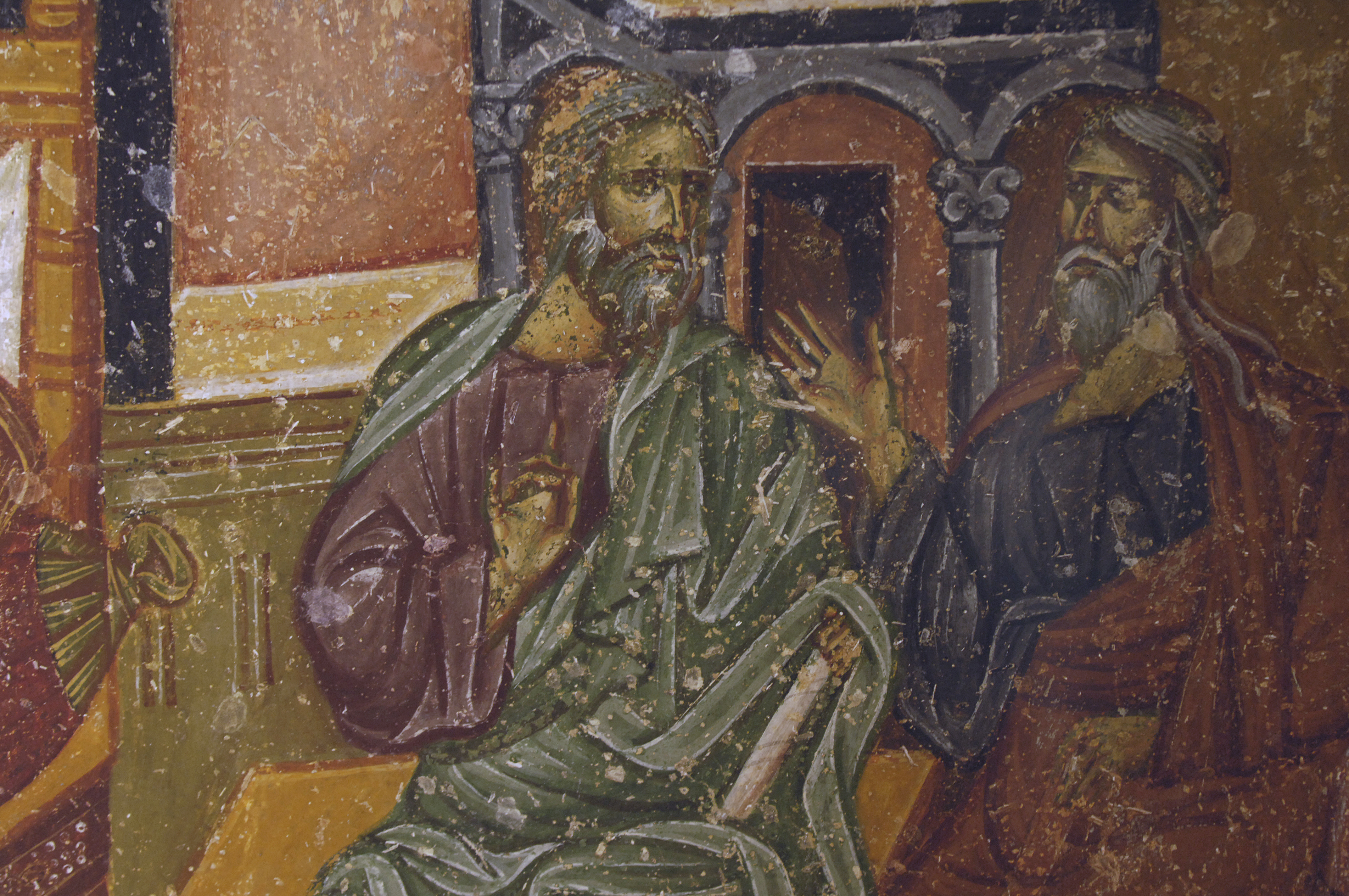
Freska
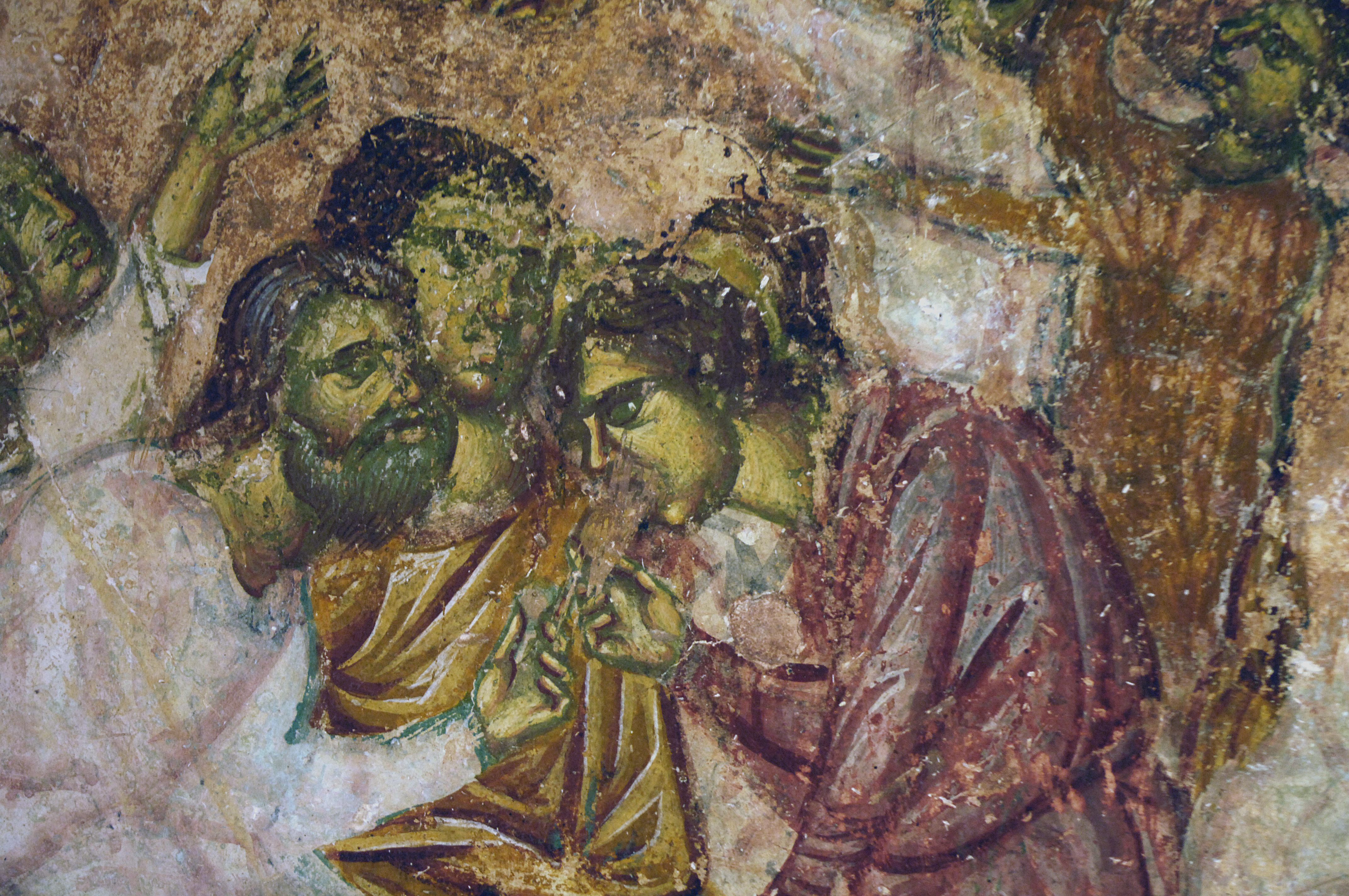
Freska
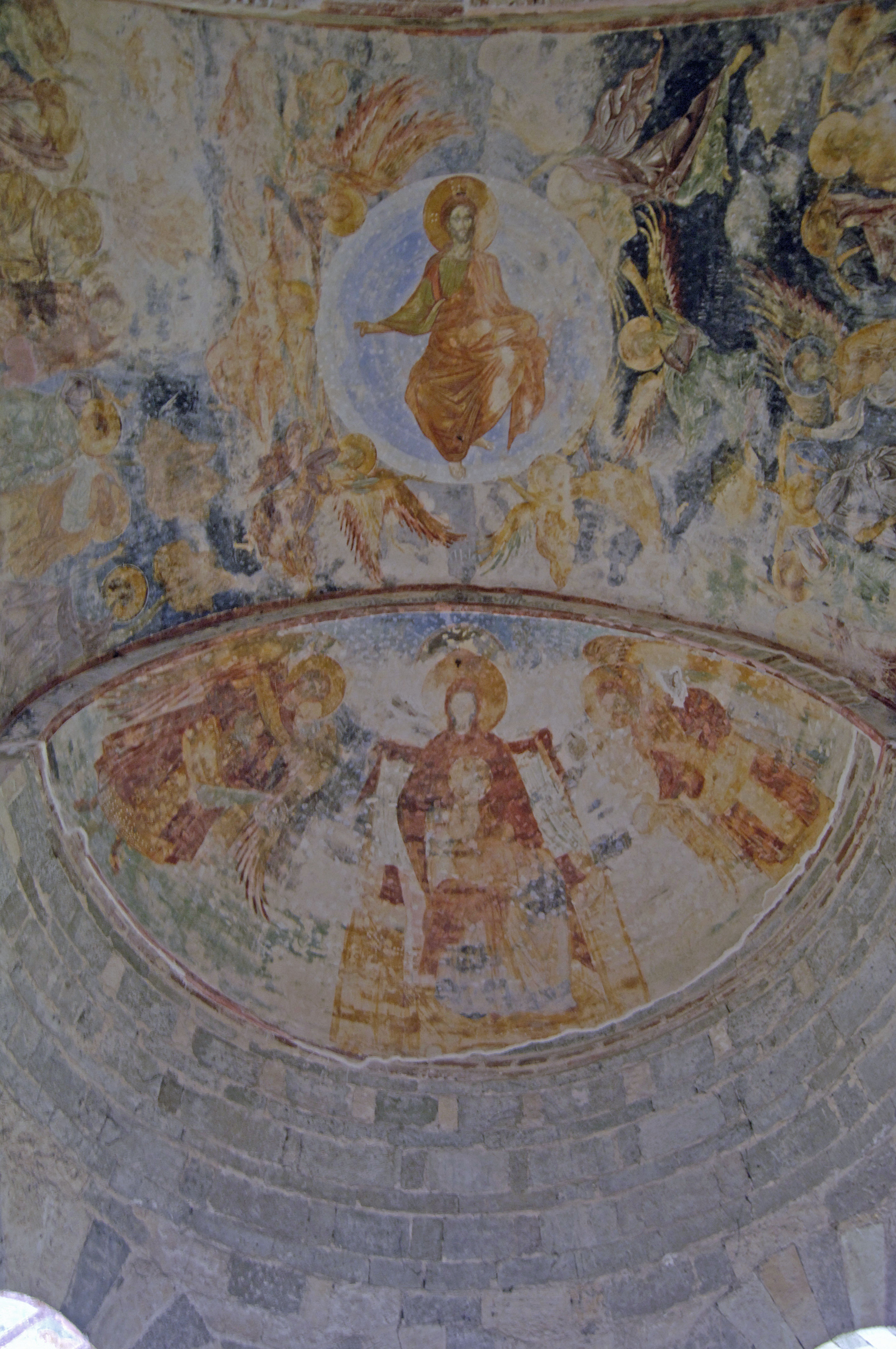
Marie a Ježíš
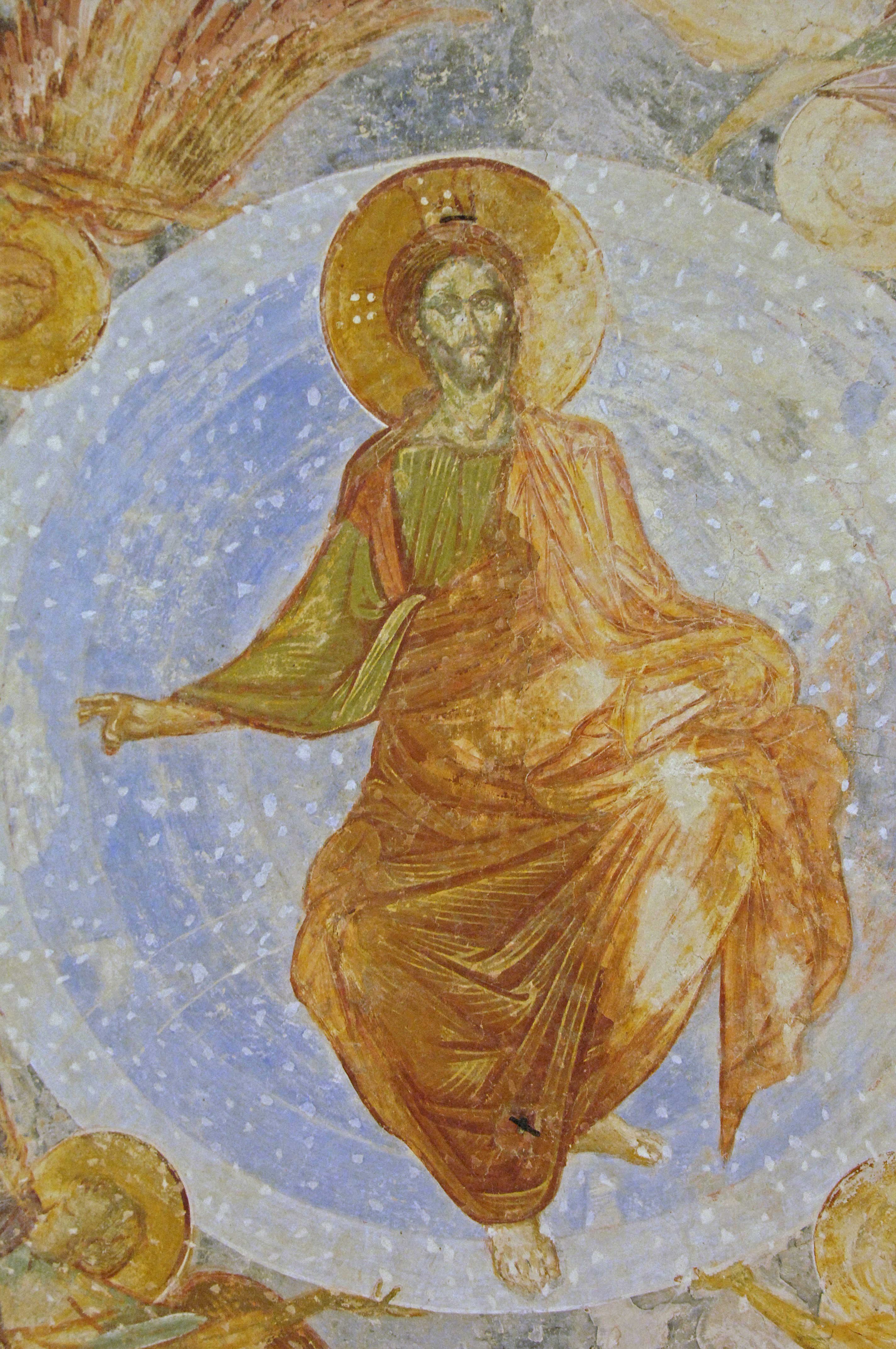
Marie a Ježíš, detail
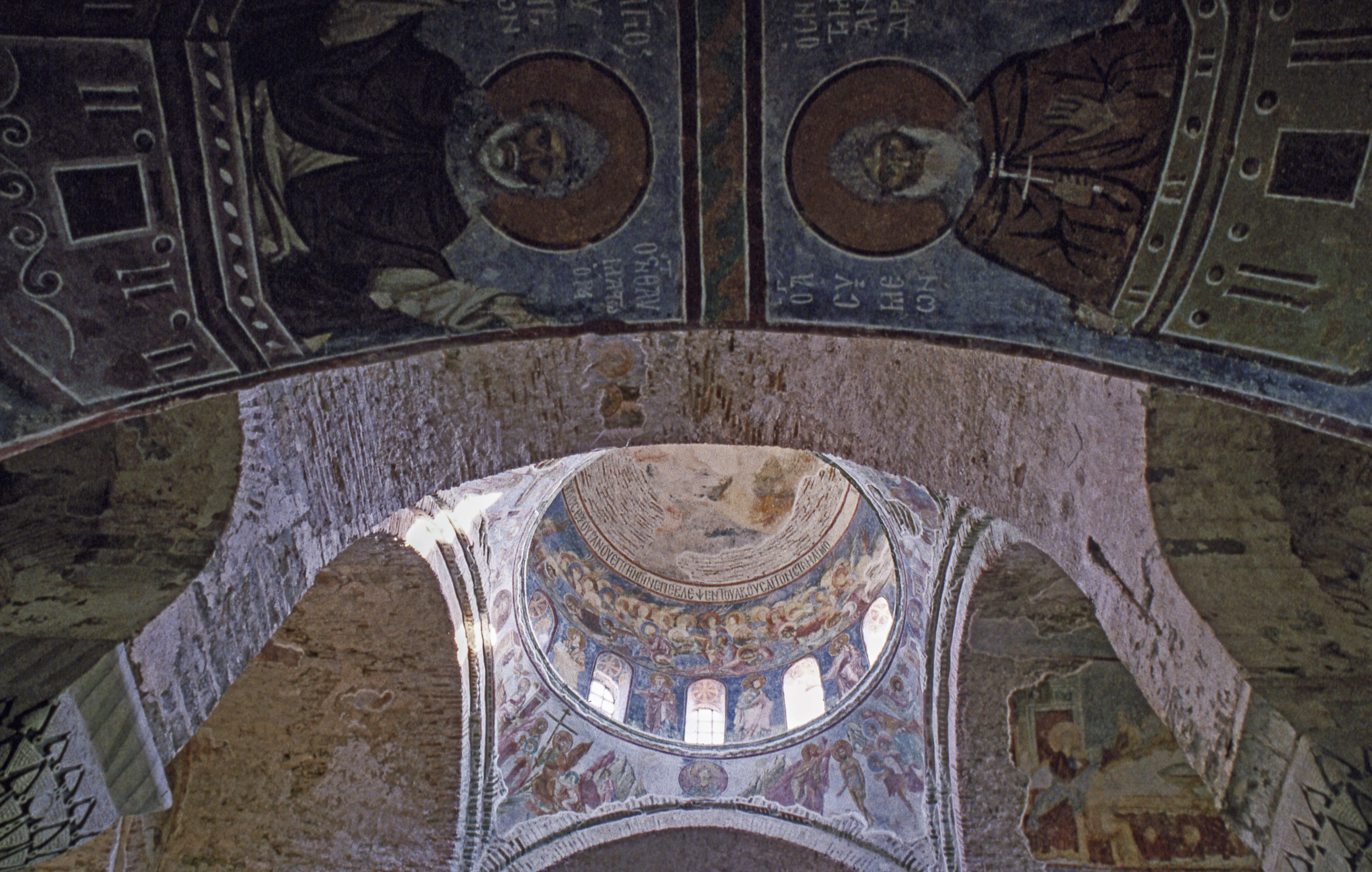
Interiér
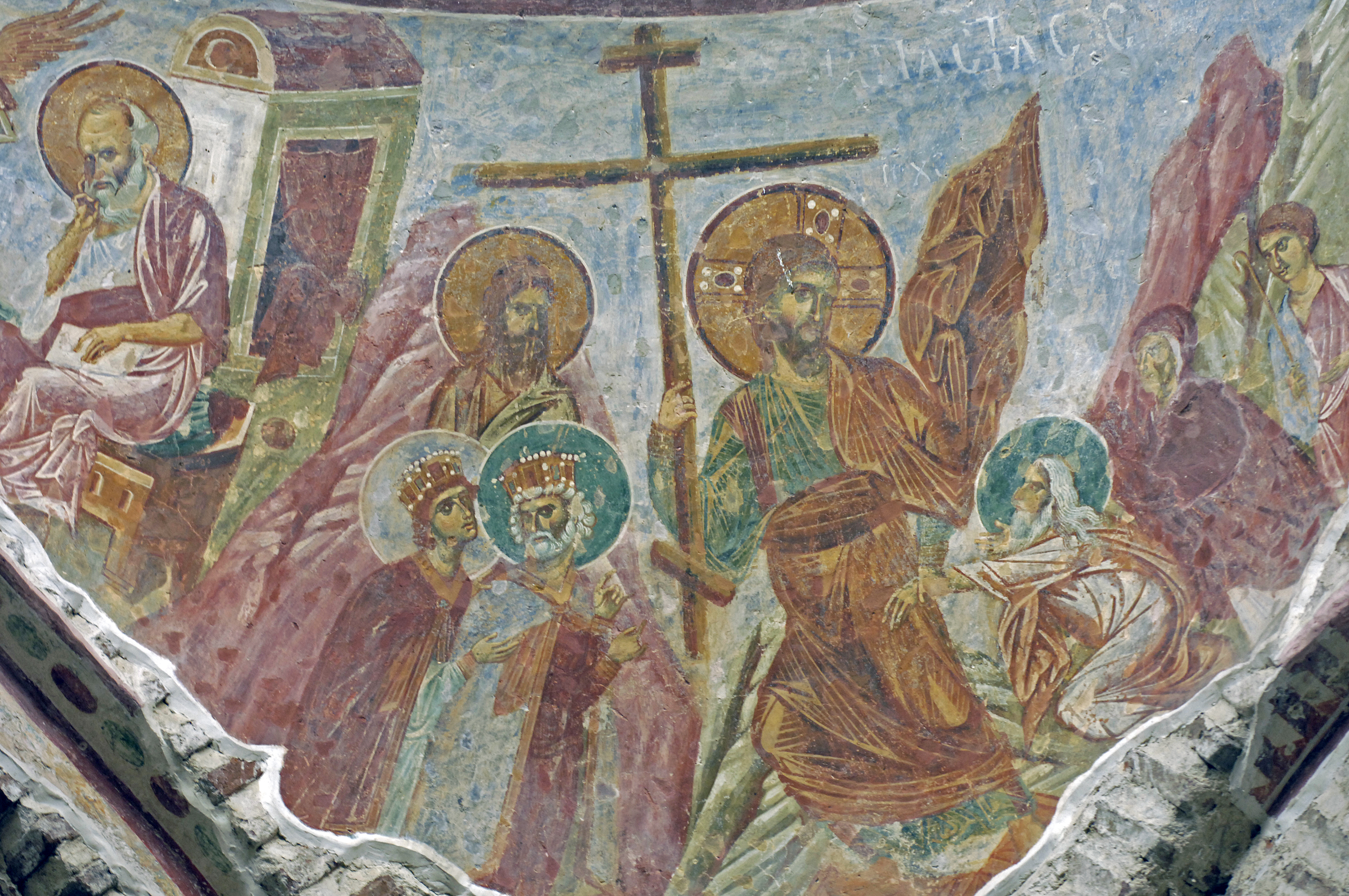
Sestup do podsvětí
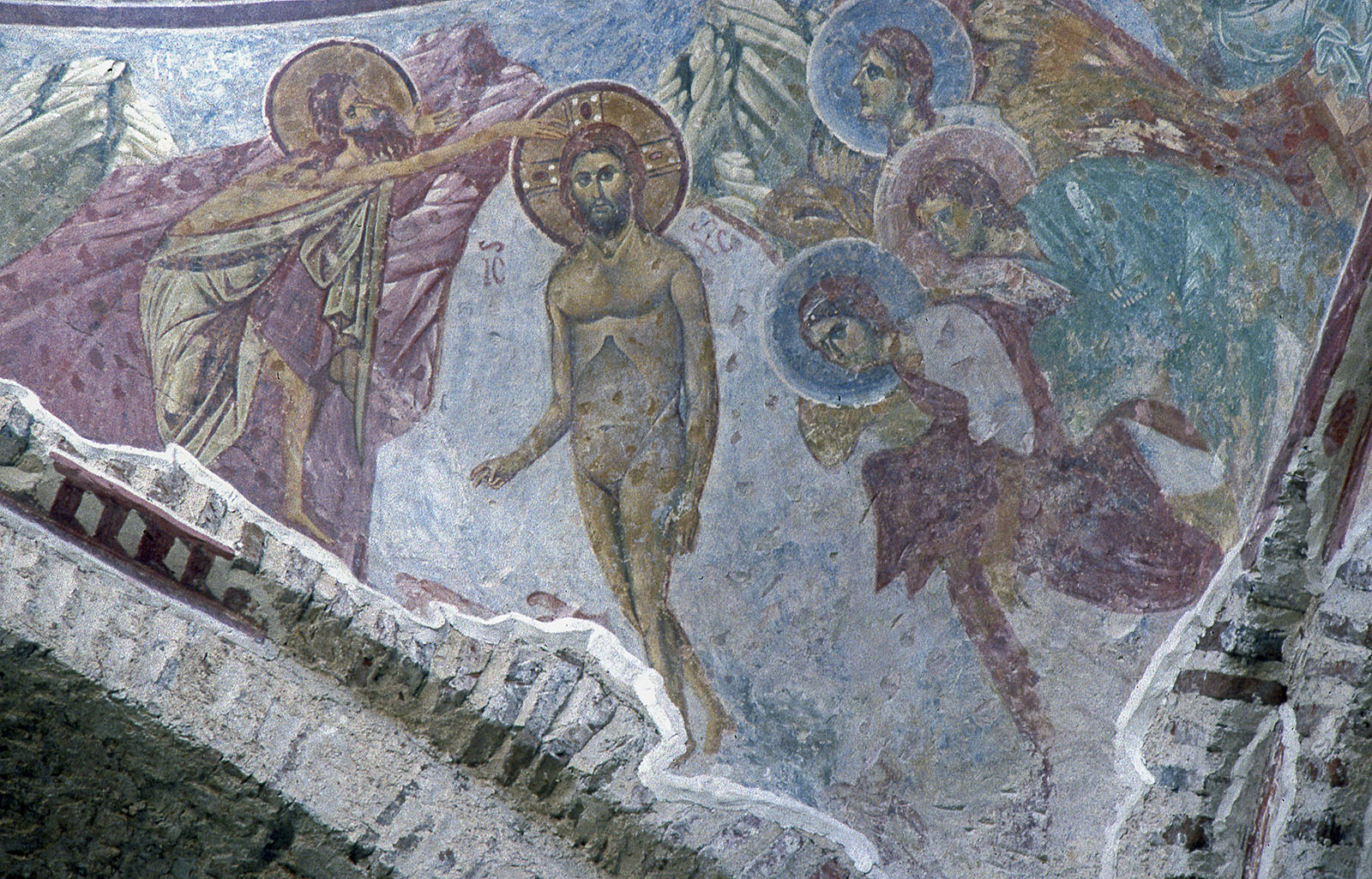
Kristův křest
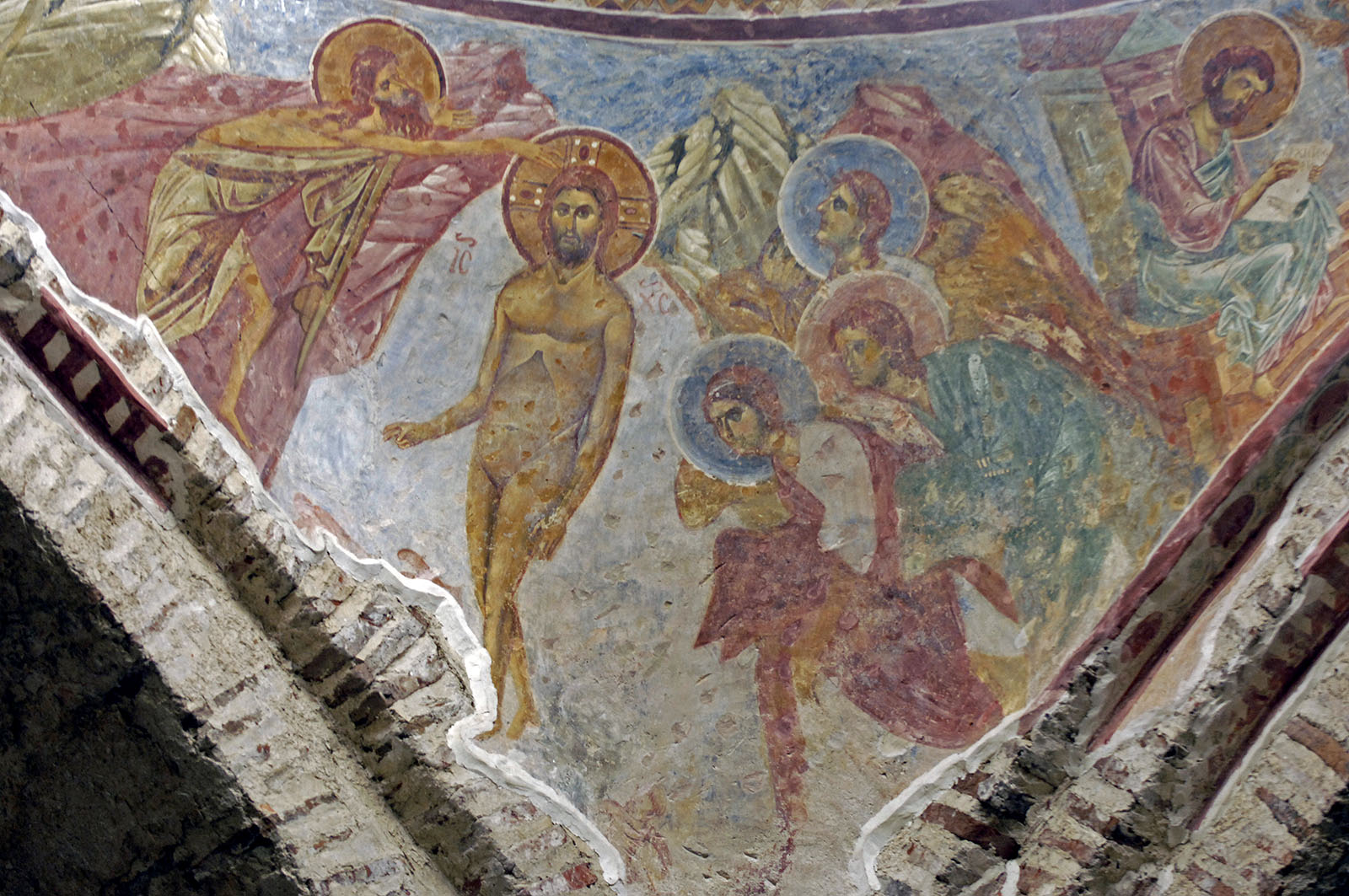
Kristův křest
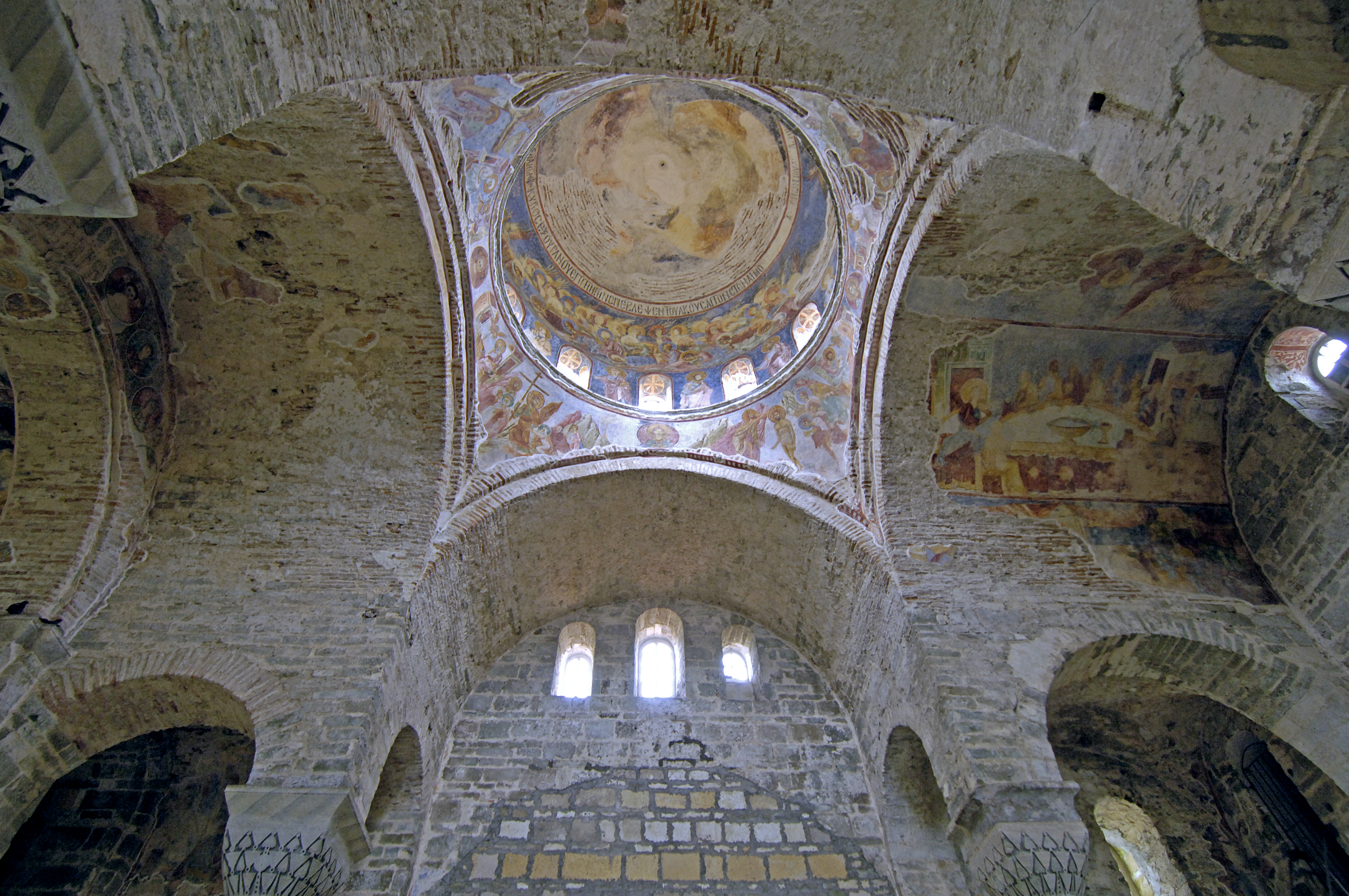
Interiér
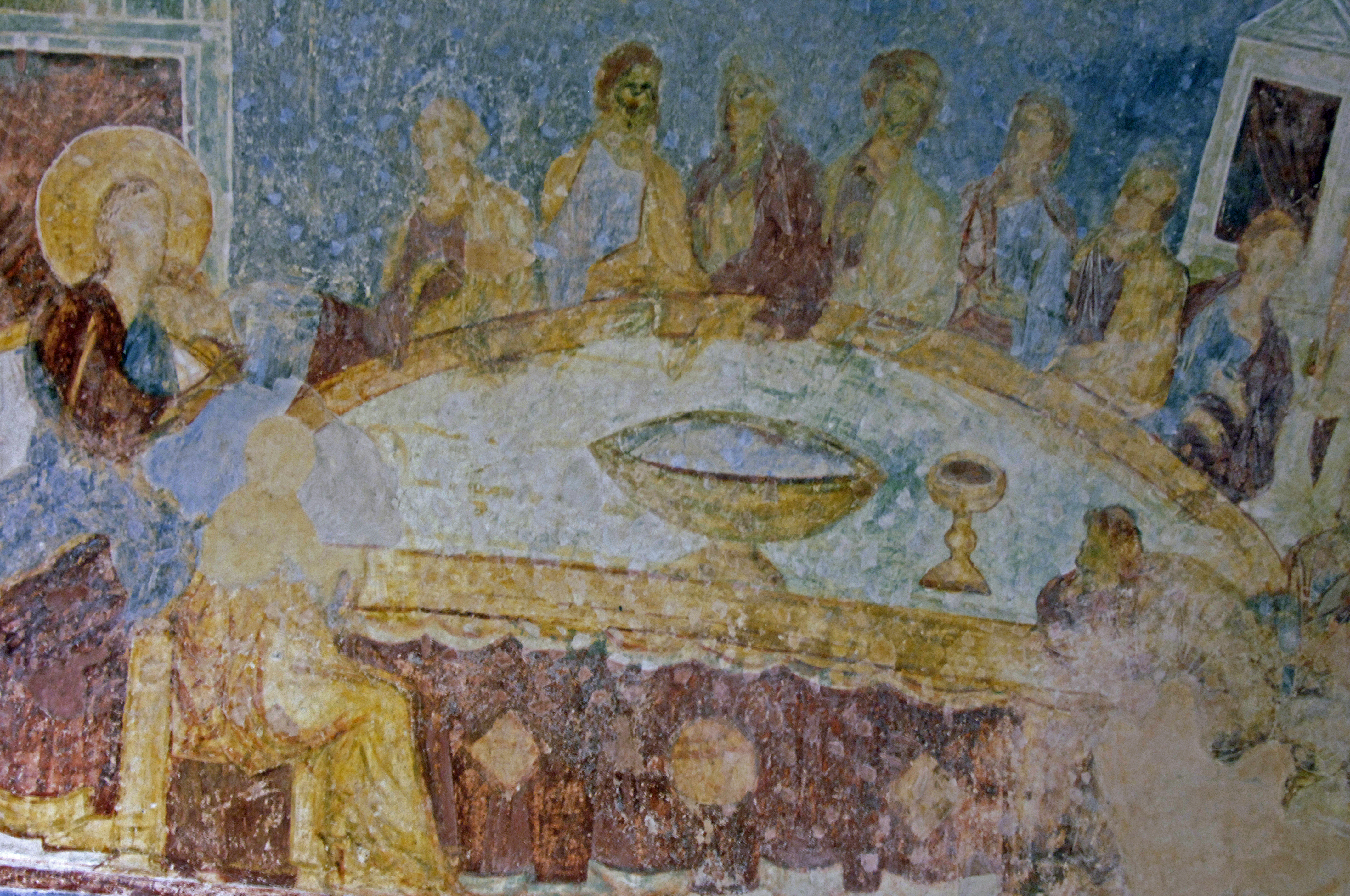
Poslední večeře
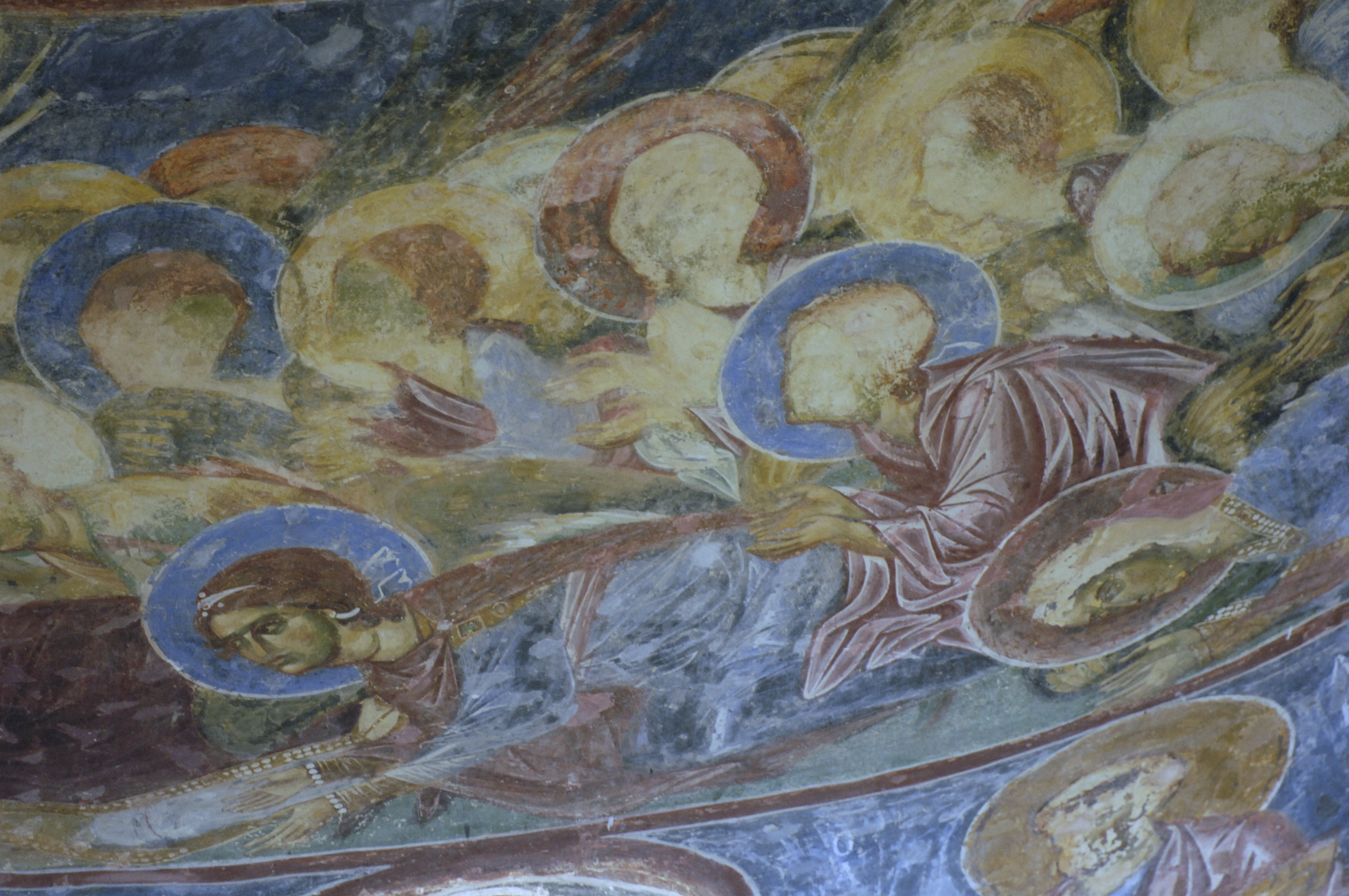
Freska
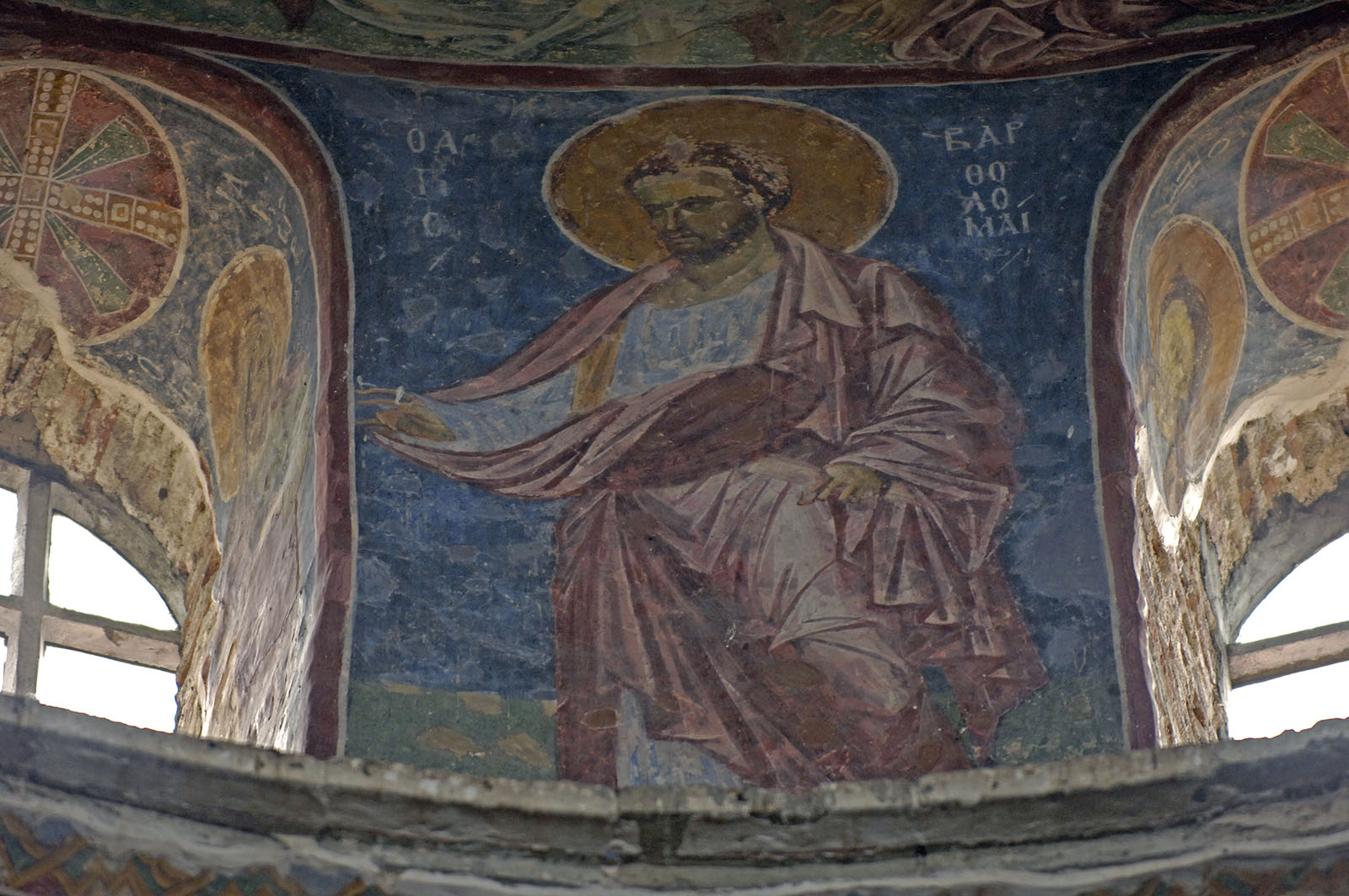
Sv. Bartoloměj
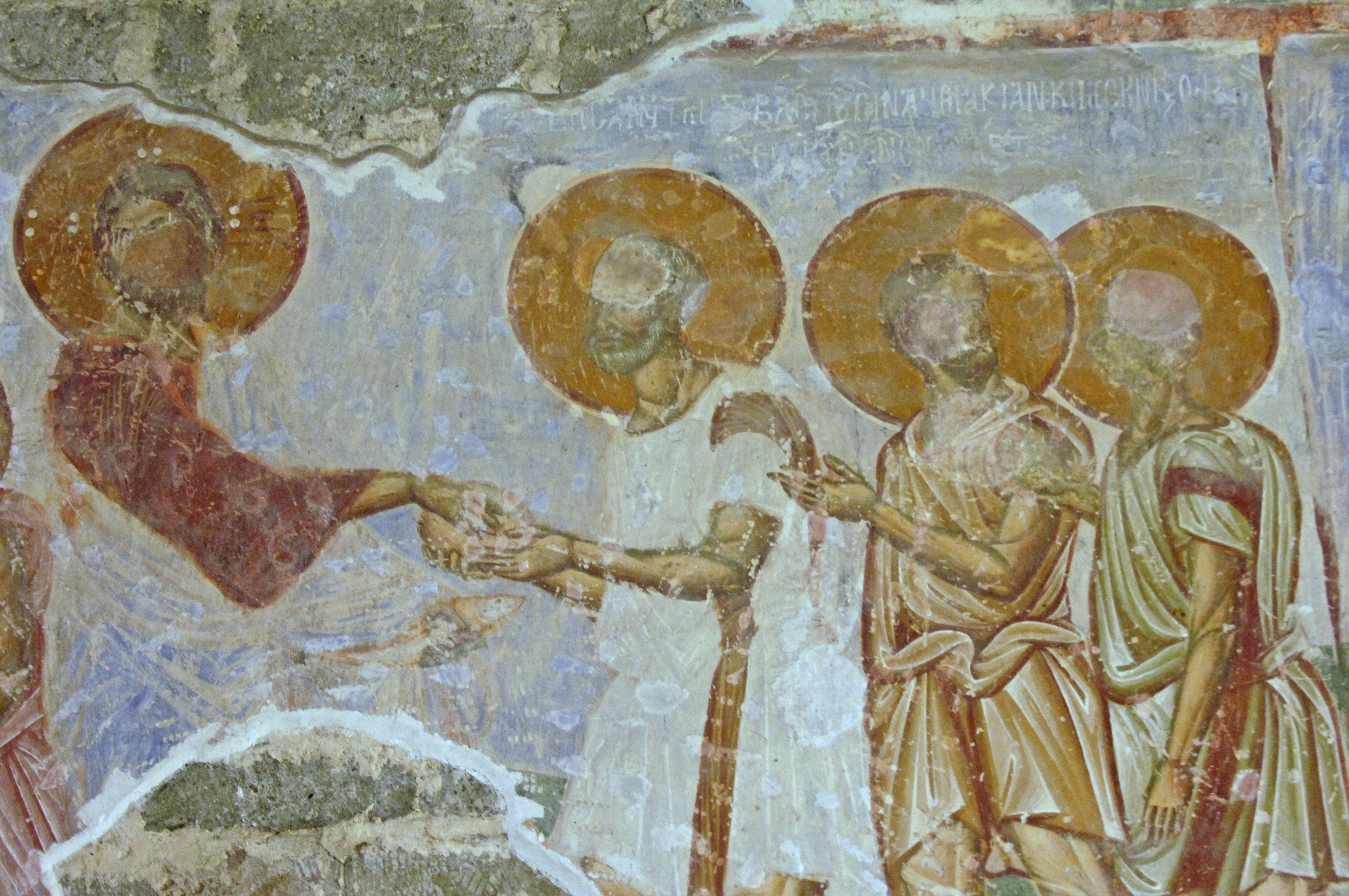
Freska
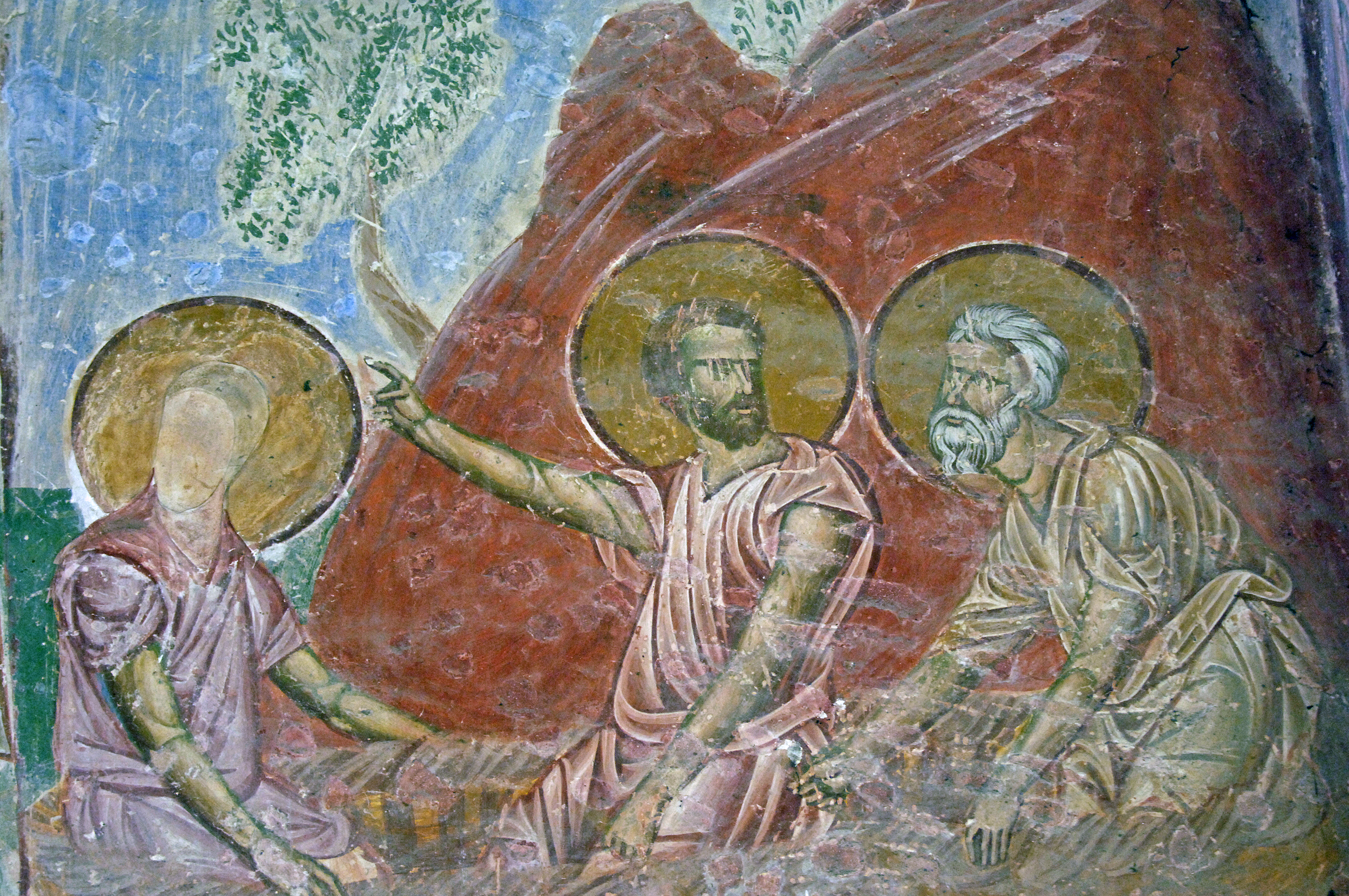
Freska
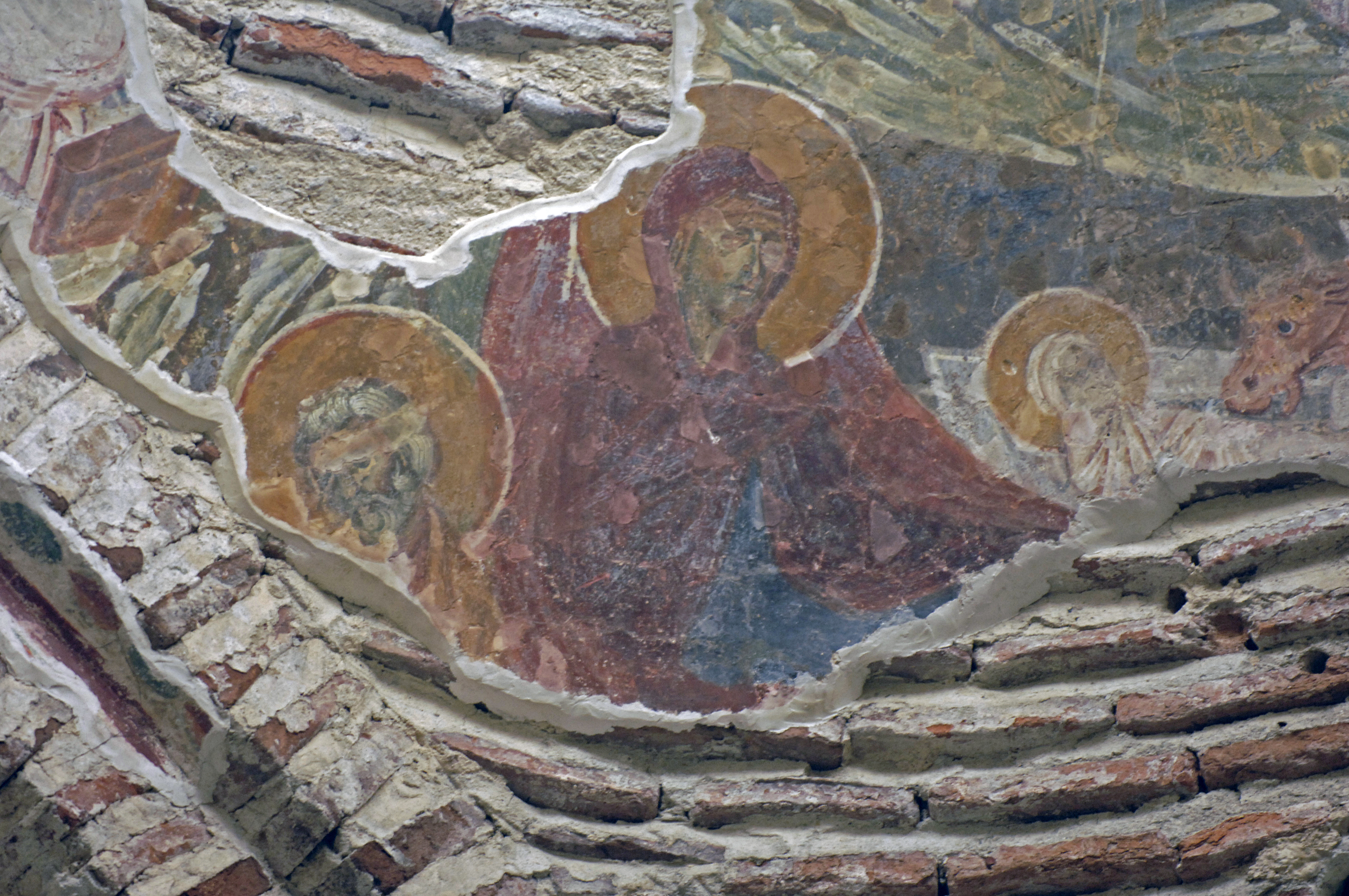
Freska
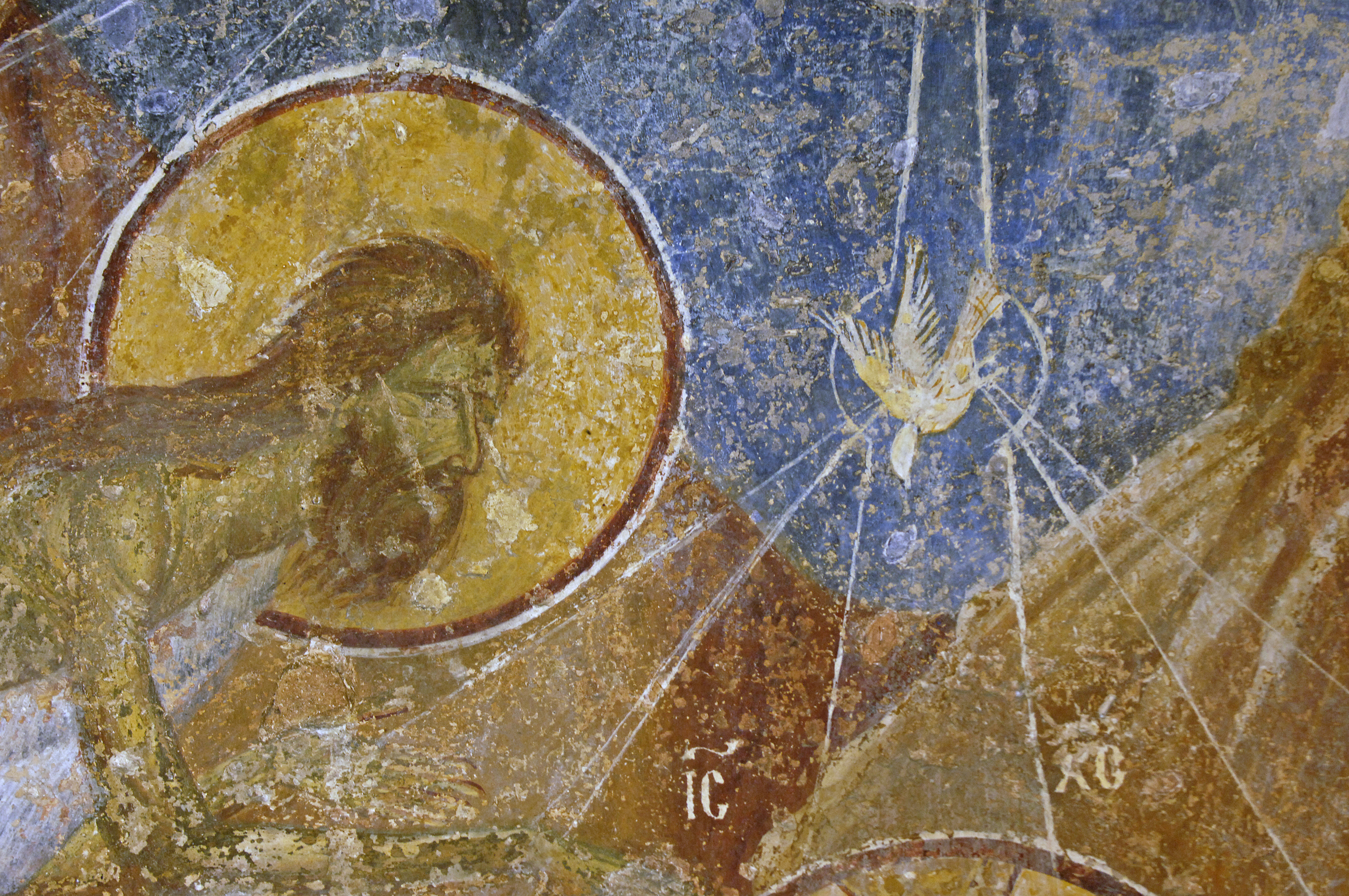
Křest Páně
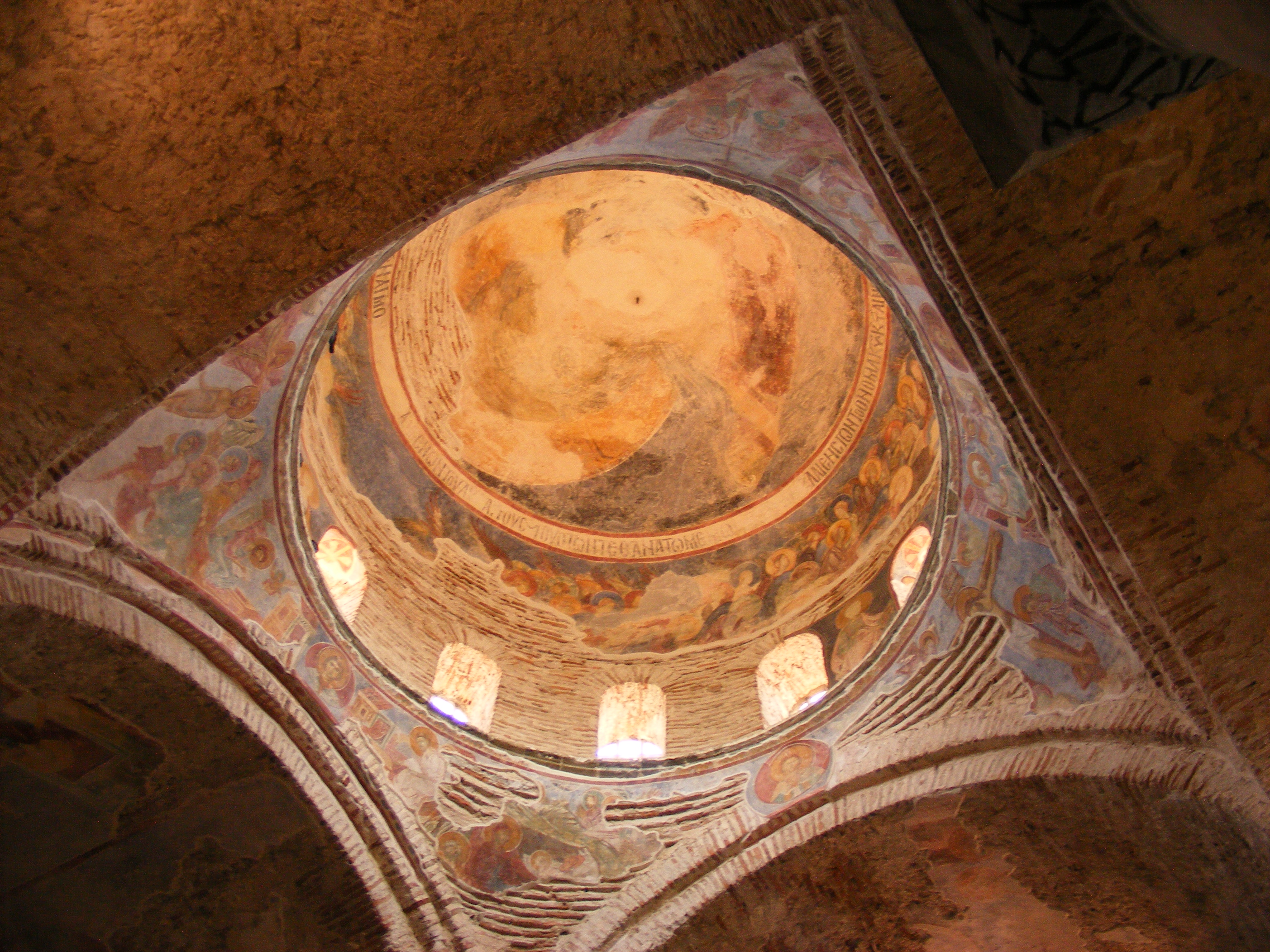
Výzdoba kupole
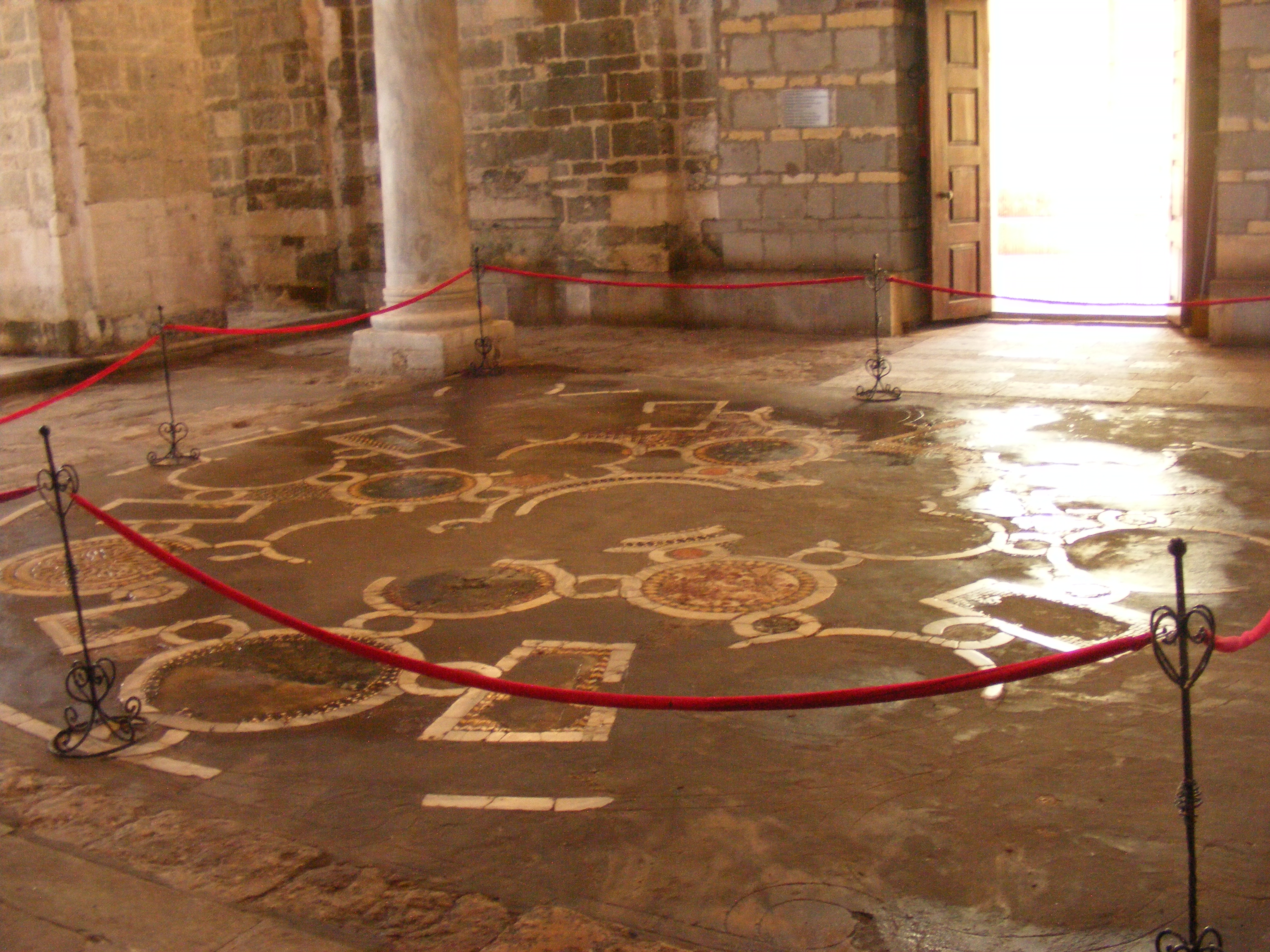
Podlaha v roce 2008
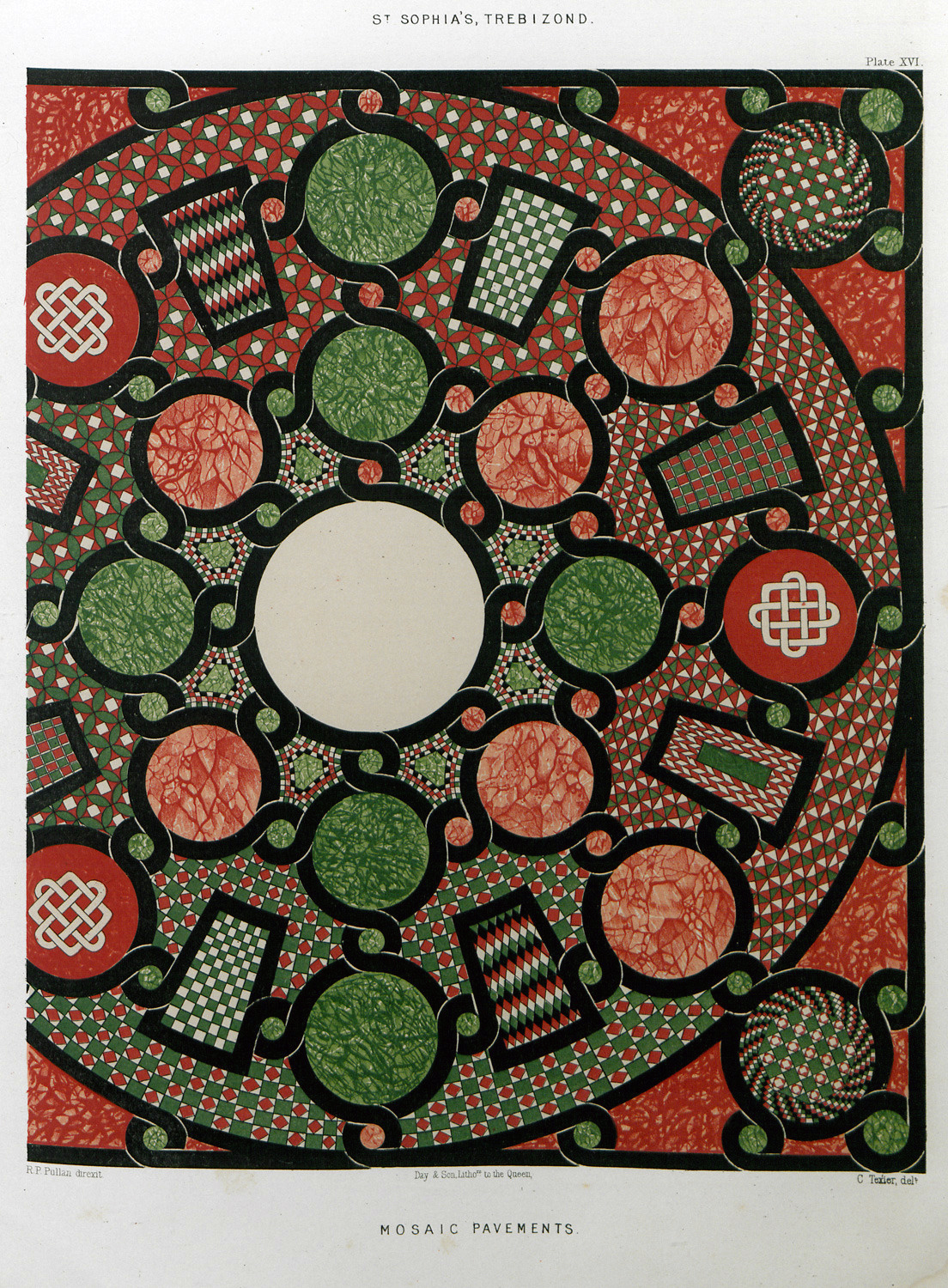
Rekonstrukce mozaikové podlahy (opus sectile), Charles Texier, 1864.